# Старогрчка књижевност
Старогрчка књижевност обухвата књижевно стваралаштво од најстаријих текстова на старогрчком до периода Византијског царства, оквирно до 529. године нове ере, када је византијски цар Јустинијан затворио Платонову Академију у Атини, последњу филозофску школу у антици. Најстарија очувана дела старогрчког литерарног наслеђа, која потичу из ране архаичне епохе, су две епске песме Илијада и Одисеја, смештене у идеализовану архаичну прошлост која данас има везе са микенским периодом. Ова два епа, заједно са Хомерским химнама и две песме Хесиода, Теогонија и Послови и дани, чинили су главне основе грчке књижевне традиције која ће се наставити у класичном, хеленистичком и римском периоду.
Лирски песници Сапфо, Алкеј и Пиндар били су веома утицајни у раном развоју грчке поетске традиције. Есхил је најранији грчки трагичар чије су се драме очувале у потпуности. Софокле је познат по својим трагедијама о Едипу, посебно Краљ Едип и Антигона. Еурипидес је познат по својим делима која су често померала границе трагичног жанра. Комедиограф Аристофан је писао у жанру Старе комедије, док је каснији драматург Менандр био рани пионир Нове комедије. Историчари Херодот из Халикарнаса и Тукидид, који су живели у V веку пре нове ере, написали су извештаје о догађајима који су се десили непосредно пре и за време њихових живота. Филозоф Платон је писао дијалоге, обично усмерене на свог учитеља Сократа, који су се бавили различитим филозофским темама, док је његов ученик Аристотел написао бројне трактате који су касније постали веома утицајни.
Важно је поменути и касније писце попут Аполионија са Родоса, који је написао Аргонаутику, епску песму о путовању Аргонаута; Архимеда, који је написао важне математичке трактате; и Плутарха, који је писао углавном биографије и есеи. Писац из II века нове ере, Лукијан из Самосате, био је Грк који је писао углавном сатирична дела. Старогрчка књижевност имала је дубок утицај на каснију грчку књижевност као и на западну књижевност уопште. Такође, утицала је на формирање римске књижевности, као и на целокупну потоњу европску књижевност, како у тематици тако и у обликовању готово свих књижевних врста. У временском распону од тринаест векова у антици – осам пре нове ере и пет нове ере – стварали су многи песници и прозни писци, који су језиком и културом Грци, али нису сви родом били Грци: освајања Александра Великог проширила су грчку цивилизацију ван граница Хеладе, те су главни градови Александрових наследника – Александрија, Антиохија и други – постали већа средишта грчке цивилизације од старих грчких полиса Посебно, многи римски писци су црпели инспирацију од својих грчких претходника. Од ренесансе, европски писци уопште, укључујући Дантеа Алигјерија, Виљема Шекспира, Џона Милтона и Џејмса Џојса, сви су снажно црпели из класичних тема и мотива.

## Архаични период
Најстарије познато грчко писмо је микенско слоговно линеарно Б, које је сачувано на глиненим плочама из тог доба. Ове табеле садрже записе, најчешће једноставно у облику разних спискова, који се односе на трговину: тамо нема праве литературе, а њено одсуство се објашњава на различите начине. Према једној теорији, микенска књижевност, као што је то случај са каснијим Хомеровим делима и другим делима цикличног епа, преносила се усмено, поготово што Линеар Б није био у потпуности прилагођен звуцима грчког језика. Према другој теорији, књижевна дела – будући елемент друштвене елите – писана су на финијем материјалу, који, међутим, није сачуван.

### Епска поезија

#### Хомер
На почетку грчке књижевности стоје њена два највећа дела, Хомерови епови Илијада и Одисеја, и неколико мањих метричких списа из VIII века пре нове ере. Ове две поетске творевине својом сложеном структуром и стилизацијом стоје далеко изнад сваког рудиментарног дела: јасно је да оне, у ствари, представљају врхунац епске традиције чији почеци и развој остају у мраку оних векова који се називају Мрачни век Грчке (од XII до VIII века пре нове ере). Хомер (Ομηρος) је први писац грчке књижевности и уједно највећи епски песник свих времена. Претпоставља се да је живео негде у VIII веку пре нове ере, али о њему и његовом животу заправо нема поузданих података. Античко предање нам говори да је Хомер био слепи певач, али ово је највероватније само пројекција лика слепог певача Демодока из Одисеје на личност самог песника. Стога је од антике до данас створено читаво тело веома различитих теорија о првом хеленском песнику које се бави тзв. Хомерско питање.
Хомерова дела се стога морају схватити као врхунац дугогодишњег развоја усмене народне књижевности у Малој Азији. Данас се претпоставља да су Хомерови претходници можда били певачи – рапсоди (ραψοδοι), који су лутали од града до града и забављали становнике песмама о „славним делима хероја“ (κλεα ανδρων), а међу собом обично спада и а насељавали би се на двору владара и тамо на забавама или када је потребно певали о јуначким делима јунака митског периода. Према неким размишљањима, ови рапсоди и аеди су преносили јуначке песме кроз многе векове. Да је епска поезија у Хелади цветала и пре Хомера, потврђују и Хомерови епови, у којима налазимо савршену епску технику, уметнички израз, књижевни језик, окретан стих, мноштво украсних придева, тзв. стални епитети, за које у Хомеровом тексту нема оправдања (нпр. „брзоноги Ахил “, иако ниједна сцена у еповима не оправдава тај епитет), облици (формуле) који се увек понављају кад год наратив дође до одређене тачке у опису битке, пловидбе брода и на крају типични бројеви. Све ове појаве су несумњиво плод дугогодишње уметничке праксе. Може се претпоставити да су хеленском јуначком епу претходиле краће песме у којима су се јуначка дела певала уз пратњу музичког инструмента. Ове песме су, чини се, биле дело Еолаца – Ахејаца, који су дошли из Тесалије и других делова грчког копна и први су се усталили на обали Мале Азије, на Троаду и суседним острвима. Песме са ликовима и мотивима из копнене Грчке мешале су се са онима из нове домовине, а биле су подређене једној основној теми – борби са становницима новог краја. Неговање ових песама током векова створило је чврсту основу за велики народни еп, који је свој највиши уметнички домет достигао у Илијади и Одисеји око VIII века. века пре нове ере.
Илијада (Ιλιας, 24 књиге, 15.693 хексаметра ) је названа по Илијуму (λιον), другом називу за град Троју. Његов садржај је преузет из циклуса прича о Тројанском рату, али песник није обухватио дужи временски период, већ је материјал ограничио приказом догађаја који су се десили током 51 дана десете године рата. Главна тема овог епа је свађа Ахила и Агамемнона због отмице робиње Брисеиде, а потом и Ахилов гнев на тројанског јунака Хектора, који је убио Ахилејевог пријатеља Патрокла. 
Одисеја (Οδυσσεια, 24 књиге, 12.110 хексаметара) је названа по главном јунаку Одисеју и говори о Одисејевом повратку на Итаку. После десет година рата под Тројом, Одисеј десет година лута по разним морима и доживљава многе опасне авантуре. Изгубивши све своје пријатеље у бројним опасностима, враћа се на Итаку, где се, уз помоћ сина Телемаха, свети удварачима који су малтретирали његову верну жену Пенелопу и пљачкали његову имовину на гозбама. Дакле, окосницу ове песме чини Одисејев повратак и освета просцима, али су ови мотиви обогаћени синтетичким и драматичним приказом претходних десетогодишњих лутања јунака, које сам јунак приповеда на двору феачког краља Алкиноја (пев. 9–12). Поред тога, песма садржи и мотив о сину који креће у потрагу за оцем (певнице 1–4). Дакле, композиција Одисеје је замршена, за разлику од композиције Илијаде, која је једноставна, а то је забележио и Аристотел, који у Поетици 1459б каже: „Свака од њих је састављена од песама: Илијада је једноставна и пуна патње, а Одисеја је замршена и мирна. Хомер је сјајан песник који је успео да народну епску поезију уздигне на уметничку висину коју нико од тада није достигао. Хомерова поезија је пуна живописног приповедања, јасног израза, пажљивог цртања људских карактера, свеже животне динамике и хуманизма. Ниједно дело светске књижевности није извршило тако снажан и трајан утицај као Хомерови епови.
Првобитно, у антици, Хомеру су се приписивала не само ова два епа, већ готово читаво епско дело архајског периода, иако је проблем Хомерових дела постојао још од V века. века пре нове ере. изазвао озбиљну критику, која траје до данас, а назива се хомерско питање. Под тзв Мали Хомер се односи на мања поетска дела која се приписују Хомеру. Међу њима је свакако најзначајнија збирка од 33 хомерске химне (υμνοι) писане хексаметрима и епским стилом, које обухватају временски распон од VII до V века пре нове ере. , који славе разна божанства. Ове химне су се првобитно звале „уводи“ (προοιμια), што сугерише да оне заправо нису биле химне, већ су служиле као увод за рапсоде у њихово рецитовање епских песама. Неке од њих су по броју стихова попут малих песама. Тако се Химна Деметри бави причом о отмици Персефоне и тешком болу Деметри, која лута светом у потрази за својом ћерком. Химна Аполону опева рођење овог бога на Делу и његова искуства током оснивања пророчишта у Делфима. Химна Афродити говори о богињиној љубавној вези са Анхизом, док је Химна Хермесу пуна хумора и прича о томе како је новорођени Хермес несташним лукавством преварио свог брата Аполона. Поред химни, ово укључује Битку жаба и мишева (Βατραχομυομαχια, 303 стиха) која пародира садржај и стил једне епске песме, али која је вероватно настала тек у хеленистичком периоду, Маргит (Μαργιτοης, Μαργιτοης, Μαργιτοης, од ње је говорила -будала која је много знала, али све погрешно, и Керкопи (Κερκωπες) који је приказивао два брата - веште лопове које је ухватио Херакле, али су га толико засмејали својим шалама да их је ослободио.

#### Епи о Кикладима
Епска поезија је наставила да цвета у Јонији и читавом хеленском свету после Хомера, што је резултирало великим бројем песама које су такође, бар једно време, приписиване Хомеру. Ове песме се називају цикличним еповима јер чине неколико епских циклуса: наиме, хронолошки представљају непрекинути круг (κυκλος) митских догађаја у садржајној целини. Цикличне песме су такође биле укључене у репертоар рапсодиста и давале су богат митолошки материјал за лирске, хорске и драмске песнике. Међутим, Илијада и Одисеја потиснуле су цикличке песме у други план, па су оне за нас углавном изгубљене и до данас су опстале само у оскудним фрагментима, иако нам је њихов садржај познат. Тебански циклус обухватао је песме Едип (Οιδιποδεια, 6.600 стихова) о Едиповом убиству сопственог оца, победи над Сфингом, инцестуозном браку са његовом мајком и смрти Едипа, затим Тебаиде (Θεβоесс,0ς о рату против Сфинге). извршење Едипове клетве међусобним убиством Полиника и Етеокла, Епигони (Επιγονοι, 7.000 стихова) о рату синова седморице хероја против Тебе, и, коначно, Алкмеониди о томе како је Алкмеонид убио своју мајку и потом се очистио од греха.
Тројански циклус је укључивао Кипарску песму (Κυπρια, 11 књига), која је препричавала догађаје који су се десили пре Илијаде, Етиопиду (Αιθιοπις, 5 књига), која је описала догађаје после Илијаде, укључујући Ахилејево убиство Амазонке Пентезилеја, његову сопствену смрт Етинојана, Лимску (Ιλιας μικραν, 4 књиге), у којој је описано надметање за Ахилово оружје између Ајанта и Одисеја, Ајаксово самоубиство, смрт Париза од Филоктетове стреле, долазак Ахилејевог сина Неоптолема, који убија Телефовог сина дрвеног коња Еурипила, конструкцију Тропијевог дрвеног коња и пад Тројства. Песма Уништење Елиде (Ιλιου περσις, 2 књиге) укључивала је сцену дрвеног коња, Лаокоонову смрт, Енејино бекство, заузимање Троје, смрт Пријама и Астијанакса, скрнављење Касандре, поделу града Пока и спаљивање Поликсена. Повратак (Νοστοι, 2 књиге) слави повратак хеленских хероја из Троје, док се Телегонија ослања на садржај Одисеје и почиње описом сахране Пенелопиних удварача, а названа је по Телегону, сину Одисеја и Киркиног оца, који у Одисеју долази у потрагу за њим опе као своју жену, а Телемах узима Цирку.

#### Хесиод
Велике друштвене и економске промене које су захватиле скоро целу Грчку у другој половини VIII века пре нове ере. јасно се огледају у делу још једног познатог песника архаичне епике. Хесиод (Ησιοδος, можда крајем VIII века пре нове ере), из села Акра у Беотији, први је грчки песник који је дао биографске податке о себи и може се сматрати првом индивидуализованом фигуром у грчкој књижевности. Његова Теогонија (Θεογονια = Постање богова, 1022 хексаметра) представља прву грчку митолошку синтезу у којој је представљена историја стварања света и генеалогија богова. Њена идеја је да Зевса прикаже као симбол правде, који победом над Титанима и другим чудовиштима из прошлости постаје свемогући чувар правде. Нагласак на моралним проблемима и тежња за системским разумевањем света најављују почетак урушавања традиционалног погледа на свет. Морална питања и владавина правде у свету су идеолошка основа другог Хесиодовог дела, под насловом Послови и дани (Εργα και ημεραι, 828 хексаметара). То је песма о труду, у којој песник свом брату расипнику даје опомене и савете како да на частан начин стекне имовину. Међутим, песниково обраћање брату само је оквир за поуке које даје својим савременицима да се човек мора моралном енергијом и радом ослободити беде, а то илуструју мит о Прометеју и Пандори и мит о пет родова, који говоре да је људски живот некада био сладак, а сада горак. Рад и правда су темељ Хесиодове етике, а у свакој држави која жели да буде заснована на реду и напретку мора превладати рад, правда и морал, а не лаж, превара и насиље владара. Иако је Хесиодов поглед на живот песимистичан – у великој мери услед околности које су тада владале – он се у својој дубоко поучној поезији ипак показује као носилац нових, готово револуционарних друштвених тежњи у односу на претходни ратнички идеал херојске епохе.

### Лирска поезија
Настанак и највиши домет хеленске лирике пада у 7. и VI веку пре нове ере., када је епска поезија већ била у опадању. То је заправо мелодијски и ритмички усавршена народна поезија. Развој уметничке грчке лирике био је условљен са два кључна узрока. Први су нови друштвени услови током којих се дешавају дубоке промене у политичким, друштвеним и економским односима, почетак опсежне грчке колонизације широм Медитерана и изградња и консолидација полиса као основног друштвеног и државног оквира у Грчкој. Други узрок налази се у епохалној промени у музици – откривању хармоније и усавршавању музичких инструмената. Када су Грци продрли у тајне музике, то је обележило развој великог дела њиховог духовног живота у ширем смислу, па је израз ανηρ μουσικος (= музички човек) за разлику од израза ανηρ αμουσος (= де-музичан човек) де- номезизован човек (= де-музички човек). Музика је заузимала важно место у грчкој култури, а уз њу се развијала и сва грчка лирика: у најстарија времена није било песме без музике, ни музике без песме. Сва хеленска музика је, нажалост, нестала, али знамо да су међу најчешћим музичким инструментима били лира, гитара, форминга и фрула.
Термин лирика је скован у време александријских филолога и првобитно је означавао само оне старогрчке песме које су се певале уз пратњу жичаних инструмената, пре свега лире са седам жица – сами Грци архајског периода су уместо овог назива користили стари израз мелика (од μελος = песма). Ова лирска поезија се делила на монодијску лирику и хорску лирику: осим што су се разликовале у метрима који се у њима уобичајено користе, ове две врсте лирике одликовале су се тиме што је прва била намењена соло певању, а друга хорском извођењу. Александријски филолози су, дакле, укључили само мелик, односно, у свој канон старогрчке лирске поезије. монодијски текстописци Алкеј, Сафо и Анакреонт и хорски писци Алкман, Стесихор, Ибик, Симонид, Бахилид и Пиндар. Међутим, данас у хеленску лирику убрајамо и рецитативне облике поезије: елегију и јамб.

#### Елегија
Спољашња ознака елегије која је издвајала од осталих песничких жанрова била је њена посебна метричка структура, тзв. елегијски двостих. Елегија је, изгледа, настала у Малој Азији као јадиковање и јадиковање, а у копненој Грчкој често се претварала у неку врсту борбеног поклича. Грчка елегија се најпре развила у региону и племену где је епска поезија достигла врхунац, тј. међу Јонцима Мале Азије. Свој облик је узео из епа, а садржај из свакодневног живота. Ратни ужас и инвазија северних Кимеријаца у Малу Азију инспирисали су поетско дело Калина (Καλλινος), који се сматра једним од најстаријих елегиста и који је живео негде у првој половини VII века пре нове ере. Од њега смо, осим неколико фрагмената, сачували почетак елегије у којој је своје суграђане позивао на оружје против непријатеља: то је истинит, гласан и жесток ратни поклич, а садржи и блиставу похвалу добром борцу који се не боји смрти, а јуначки пада у борби. Ратну елегију писао је и Тиртеј (Τυρταιος), који се, према легенди, преселио из Атине у Спарту и тамо током Другог месенског рата ( 645–628. п. н. е. ) толико подстакао војнике својим песмама да су му Спартанци приписали победу над Месенцима. Тиртеј је, поред елегија које је писао на дорском дијалекту, писао и опомене или савете (υποθηκαι), на јонском дијалекту са неким дорицизмима. Његова поезија је ратна и грађанска : његови главни мотиви су одлучна борба против непријатеља, смрт за отаџбину, поређење јунака са кукавицом и њиховим различитим судбинама.
Сасвим другачији елегичар је Мимнермо (Μιμνερμος, друга половина VII века пре н. е.), највероватније из Колофона, чија је поезија усмерена на лична осећања која су такође била условљена околностима у којима је песник живео. Његова поезија је меланхолична и љубавна. Љубав, уживање и радост су пожељна добра за песника и он им се радује, а меланхолија се увлачи када помисли да је лепој младости суђено да процвета и прође, а да ће на њено место доћи старост, болест и смрт. Збирка Мимнермових интимних песама названа је по музичарки Нани (Ναννω), коју је песник јако волео. Мимнермови стихови, писани углавном епским дијалектом, пуни су чежње и одзвањају музиком.
Атињанин Солон (Σολων, око 638 – 558. п. н. е.) вратио се песмама са друштвено-политичком тематиком), велики законодавац и реформатор атинског устава. У елегијама и јамбима износио је своје етичке идеје и промишљања, објашњења и оправдања за сопствени политички рад. Пре 594. п. н. е. Као истоимени архонт, преузео је задатак реформисања, а својом саламинском елегијом подстакао је Атињане да заузму острво Саламину, које су тада држали Мегару и угушио слободу атинске трговине. Укупан Солонов поетски опус обухватао је око 5.000 стихова, данас сачуваних само у фрагментима, писаних углавном на јонском и епском дијалекту са много атичких елемената. Поред Саламине, његов поетски опус укључује Опомене Атињанима, елегије у којима Солон оправдава и објашњава свој реформистички рад, и Опомене самом себи у којима излаже своје етичке ставове.
У другој половини VI века. пре нове ере живи и ради Теогнид (Θεογνις), елегични песник из Мегаре, од којег је сачувано 1.389 стихова. То су реченице и фрагменти које је неко сакупио из својих елегија, са гномском и моралном тенденцијом, али ни ови стихови нису сви Теогнисови, већ су им се временом додавали и стихови других песника. О Теогниду се зна само да је био аристократског порекла и уверења и да је учествовао у сукобима између аристократа и демоса који су распарчали његову земљу. Пошто је демократска партија на крају изашла као победник из ових сукоба, аристократе су морале да побегну из Мегаре, укључујући Теогнида, који је од тада живео на Сицилији, Евбеји и Спарти. Све ове политичке борбе и потешкоће огледају се у Теогнидовим елегијама, чији главни део чине υποθηκαι (= опомене), које су упућене младом племићу Кирну, песниковом ероменосу, а које су понекад испуњене жаром, страшћу и болом човека који је због свог животног искуства и муке провео у невољи. Теогнидов морал је углавном песимистичан: младост и сам живот пролазна су добра, смрт и сиромаштво вребају на сваком кораку, добро пропада, а зло тријумфује. Међутим, помисао на смрт код песника изазива осећај радости и младости, а у његовој поезији налазимо и радосне тренутке.
Теогнидов савременик био је Фокилид (Φωκυλιδης), чије елегије и песме у тетраметрима имају дидактички карактер, али се не одликују дубоким садржајем елегија Солона или Теогниса. У сачуваном одломку од осам стихова он имитира Семонида са Аморгоса и у сатири о женама разликује четири врсте жена: једна је настала од кучке, друга од пчеле, трећа од свиње, а четврта од кобиле, при чему је најбоља, наравно, она која потиче од пчеле. На основу малог броја фрагмената не може се дати истинита и потпуна карактеризација Фоцилидове поезије. У другој половини VI века пре нове ере. Живео је и први хеленски песник- филозоф, Ксенофан из Колофона (Ξενοφανης ο Κολοφωνιος, око 565 – око 473. п. н. е. ), који је традиционално био оснивач филозофске школе Елеа. Поред епских песама Оснивање Колофона и Насеље Елеја, писао је елегије и први је у грчку књижевност увео нову врсту поезије под називом Σιλλοι (= Ругање ), где је на сатиричан начин оштро критиковао и иронизовао народна веровања и људске мане. Ксенофан није био велики песник, али је кроз оштру критику традиционалног схватања антропоморфних божанстава и верских веровања и ритуала уопште, јачао веру људи у сопствене снаге и подстицао их на размишљање о себи.

#### Јамбикографија
Јамбска поезија је била праћена музиком, али се није певала: то је била тзв. паракаталоге, тј. ритмичка рецитација уз музичку пратњу, а музички инструменти су били јамб и клепсијам. Сви јамбски песници били су јонског порекла, па је њихов дијалект јонски, али веома близак атичком дијалекту. Јамбикографија допушта читав низ различитих тонова, од смеха до поруге и презира, са лиризмом у коме личност долази до изражаја на начин који елегија није познавала. Најстарији и уједно најмоћнији јамбски песник био је Архилох (Αρχιλοχος) са острва Пароса, који је живео у VII веку пре нове ере, буран и немиран живот, пун невоља и авантура, што се види из сачуваних фрагмената. Изгубивши сву имовину, преселио се на Тасос и тамо се придружио војсци Тасошана као најамници који су ратовали са Трачанима, али безуспешно, па се песник вратио на Парос. Познато је да је поново био војник и да је погинуо у борби против Наксоса. Човек жестоке ћуди, нагао и искрен, увек спреман да јамбима, често оштрим, нападне своје противнике и све оне који су му се замерили – такав је утисак о Архилоху из сачуваних фрагмената. Песник може бити и дубоко осећајан и племенит, али његова страствена и неузвраћена љубав према Необули, ћерки паријског аристократе Ликамба, која је стварала заиста нежне и осетљиве љубавне песме, претворила се у бесну мржњу када је Ликамба одбио да песнику да своју ћерку за жену. Од тада их је Архилох нападао обојицу тако оштрим и заједљивим песмама да – према легенди – нису имали избора него да се обесе. Архилохова поезија је била разноврсна и кретала се од љупких и племенитих слика до најинтензивније ироније и вулгарности. Архилохов утицај на касније грчке лирике био је огроман, а међу римским песницима, Хорације је био посебно инспирисан њиме.
У VII веку пре нове ере живео је и Архилохов савременик Семонид Аморггинац (Σημονιδης ο Αμοργινος), рођен на Самосу и оснивач колоније на острву Аморгос. Писао је елегије и јамбове, чији су фрагменти сачувани, показујући да је његова поезија била поучна и рефлексивна. Он је најпознатији по свом иамбичком сатиру на женама (Περυ γυναικυνννν), где је шаљив и иронично описује десет врста женског карактера, који произлази из различитих животиња и елемената: прљава жена долази од свиње, лукава од лисице, причљива од кучке, лења са Земље итд. Поглед на живот који изражава овај мизогини песник је прилично песимистичан: болест, старост, рат, бродоломи и самоубиства – то је преовлађујући оквир његове животне стварности. Отприлике један век касније живео је Хипонакт (Ιππωναξ) из Ефеса, чије је дело цветало средином VI века. века пре нове ере. Он је први потпуно развијени песник реалиста, прави и искрени песник-просјак, означен као песник најсиромашнијих друштвених слојева. Најзначајнија његова песничка продукција су јамби, од којих су сачувани само фрагменти, али се из њих може реконструисати низ ситуација и типова, нпр. гозба на којој се пије из кофа, бордели са проституткама, смрдљиве крчме пуне инсеката, трг са сценама телесног кажњавања. У песмама се појављују сиромашни, сурови и голи, који дрхте од хладноће, међу њима и сам песник. Хипонактова поезија је директна, насилна, оштро индивидуализована, реалистична, горка, понекад подругљива и иронична, па се стога може сматрати далеком претходницом киничког морала.

#### Монодија
Уз елегију и јамб, друге врсте народне поезије прилагођене темама које је истакла доба раслојавања хеленског друштва. Тако се грчка мелица развијала у вези са животом народа и народним песмама, а корак даље у третману субјективних осећања и особина личне биографије направили су еолски песници, чије је књижевно и музичко средиште било острво Лезбос. Са овог острва био је и Алкеј (Αλκαιος, рођен око 630. п. н. е.), чији је родни град Митилена био раздеран унутрашњим сукобима, а аристократска олигархија једва је пружала отпор демократској странци. У тим борбама учествовао је и аристократа Алкеј, борећи се против демократских тиранина и учествовао у завери која је довела до убиства тиранина Меланхра 612. п. н. е., али је нови тиранин Мирсил протерао Алкеја. Када је Миркило пао и на власт дошао мудри Питак, песник је наставио своју борбу и завере. Међутим, после десет година Питак је добровољно абдицирао, а Алкеј се вратио у своју домовину, где је мирно живео до краја живота. Његове песме филолози су поделили на политичке и ратне песме (στασιωτικα), љубавне песме (ερωτικα), винске песме (συμποτικα или σκολια) и химне боговима читавих његових песама3, али у нама нису преживеле читаве песме. Међутим, из око 150 сачуваних фрагмената видимо да је Алкејев стил био узвишен и кратак, грациозан и моћан, посебно у политичким песмама које су имале ораторски жар (plerumque oratori similis, каже римски писац Квинтилијан), али искрен и без оптерећујуће реторике. Жесток, ватрен, необуздан и бескомпромисан у својим политичким песмама, Алкеј у другим песмама пева о радости гозби и о љубави: божански флуид Диониса нашао је у њему блиставог и ватреног присталица. Многе његове песме су певане у алкејској строфи, названој по њему.
И најпознатија грчка песникиња Сапфа (Σαπφω, друга половина VII веку п. н. е.) био је са острва Лезбос. Њена породица припадала је аристократији, па је Сапфа, када је око 596. п. Владајућа демократија је протерала племство, склонивши се на Сицилију, одакле се вратило када је Питације владао Митиленом. О Сапфији су кружиле многе легенде: да је ружна, да се бацила са Леукадске стене јер јој младић Фаон није узвратио љубав, и да је, напротив, лезбијка – уосталом, по њој је названа истополна љубав међу женама. Без обзира на легенде, из њене поезије је видљиво да је Сафо знала снажно да се љуби. Окупљала је око својих младих девојака које је подучавала музици и поезији, па је свој дом назвала „кућом муза“. Алкеј ју је назвао „чистом” (αγνα), Платон ју је назвао „десетом музом”, а Страбон ју је назвао „нешто чудно” (θαυμαστον τι χρημα). Антички филолози су њене песме по метру класификовали у девет књига, заједно са посебном књигом епиталамије (песме за венчање ). Њене најбоље и свакако уметнички највредније биле су њене љубавне песме, писане сафичким стиховима, назване по њој. Сафоина поезија одише дубоком љубављу страшћу, прожета је лепим мислима, пуна љупких слика, испевана лепим језиком и савршеним стилом. Љубав, цвеће, месечина ноћ, природа, звук, боја – то су мотиви и слике које се складно преливају у њеним стиховима.
После еолске Мелике појављује се јонска Мелика са Анакреонтом (Ανακρεων, рођен око 570. п. н. е.), Јонац из града Теоса на обали Мале Азије. Када је Кир Велики освојио Теос око 545. године п. н. е. , Анакреонт се са још неким суграђанима преселио у град Абдера у Тракији, а касније га налазимо на двору самоског тиранина Поликрата, који је тада био на врхунцу моћи и сјаја. После Поликратовог убиства, Анакреонта је у Атину донео Хипарх, Пизистратов син, а када је око 514. п. н. е. и Хипарх пао с власти, не знамо ништа поуздано о Анакреонтовом животу: по некима је живео са Алеуадом Ехекратидом у Тесалији, а према другима опет у Теосу. По предању, преминуо је као старац у 85. години. у Абдери. Иако Јоњанин, Анакреонт је био прави наследник субјективне еолске поезије Алкеја и Сафине, иако не са тако дубоком осетљивошћу. Његова поезија, од које је сачувано само око 100 кратких фрагмената, претежно је еротичног и симфонијског карактера и слави Диониса и Ероса. Два сачувана фрагмента била су део химни посвећених Дионису и Артемиди, а писао је и елегије, јамбове и епиграме. Садржај Анакреонтових песама је безбрижно уживање у животу, али његова еротичност није тако непосредна и дубоко доживљена као код Еолаца: жар његове страсти је велики, али брзо бледи. Међутим, Анакреонова поезија ведрог и пријатног расположења стекла је велику популарност већ у антици, а касније су песници следили његов пример певајући песме истог садржаја: сачувано је око 60 таквих песама лаког садржаја под називом Анакреонтеја (Ανακρεοντεια). На њега се угледао и велики римски песник Хорације.

#### Хорска лирика
Алкман (Αλκμαν, друга половина VII века пре нове ере) је био из Сарда у Лидији, али је живео у Спарти, где је компоновао химне, пеане (свечане обредне песме у част Аполона ), хипорхеме (радосне и живахне песме за игру), уз пратњу сколиона. Био је најпознатији по свом партенију, песмама које су певали у част богова хорови девојака. Од оскудних фрагмената који су до нас дошли, најдужи је одломак од стотину стихова из песме која је као да је испевана у част Диоскура и Артемиде, али у којој песник нагло прелази са слављења богиње на величање љупке лепоте девојака, учесница припева, свакидашњих живота прожетих сликама брилли. Такође није могуће дати дефинитиван суд о Стесихору (Στεσιχορος, крај VII и почетак VI века пре нове ере), који је можда рођен у Метауру у јужној Италији, али је живео у Химери на Сицилији, јер је сачувано премало фрагмената, од којих најдужи има шест стихова. Овај песник, који је заслужан за новотарије у музици и метричкој музици – од којих је најважнија била подела хорске песме на трозвуке које се састоје од строфе, антистрофе и епода – третирао је и народне приче локалног карактера о страсним и несрећним љубавима, нпр. о пастиру Дафнису којег је због неверства ослепила љубоморна нимфа. Из јужне Италије био је и Ибикус (Ιβυκος, почетак VI века пре нове ере) из града Ређо ди Калабрија, који је, међутим, велики део свог живота провео на двору самијског тиранина Поликрата, где је упознао и Анакреонта. Уз врло оскудне фрагменте, сачуван је и један већи одломак на папирусу који садржи похвалу Поликратовом малом сину. Ибикус је у антици био поштован као песник енкомијума, тј. похвалне песме у част познатих савременика и хомоеротске песме у којима је исказао своју ватрену љубавну страст према младићима.
Симонид са Кеја (Σιμωνιδης, 556 – 468. п. н. е.) је рођен на острву Кеосу, живео је на дворовима разних тирана (Писистратида у Атини, Скопада у Кренону и Алеуада у Лариси у Старој Тесалији). На почетку грчко-персијских ратова боравио је у Атини, где је постао песник борбе хеленског народа против Персијанаца: опевао је све грчке победе и у елегијама славио хероје погинуле у биткама код Термопила, Маратона, Саламине и Платеје. Хорске песме обухватале су све раније познате жанрове: енкомијуме, дитирамбе (песме у част Диониса), партеније, пеане и химне, а био је познат и као један од твораца нове врсте поезије – епиграма. У антици, Симонид је био посебно познат по дубини осећања које је умео да изазове код својих слушалаца својим јадиковкама.
Симонидова лирска поезија, јасним и једноставним стилом, живописном сликом и снажним осећањима, наглашеним благим песимизмом, отворила је нови хоризонт у грчкој књижевности, где блистају Бахилид и Пиндар. Бахилид (Βαχυλιδης, око 518 – 450. пре нове ере), нећак Симонида Ценијанског, рођен је на острву Цеос. Не зна се много о његовом животу, али изгледа да је био у Атини, Тесалији, Егини и Сиракузи на двору Хијера, где се такмичио са Пиндаром у прослави Хијерових победа на грчким народним такмичењима. Све до краја XIX века. У XIX веку имали смо само мање фрагменте његових песама, али је 1896. на египатским папирусима пронађено 14 епиникија (песме у част победника у атлетским такмичењима) и 6 дитирамба, тако да је Бахилид данас најпознатији хорски текстописац после Пиндара. Бахилидов епинихијум има исту структуру као Пиндаров, тј. актуелност (хвали се победник такмичења, његови преци и град) – мит (о неком јунаку се говори као о претку победника или се говори о миту у вези са градом победника или се говори о миту о месту одржавања такмичења или о увођењу такмичења) – актуелност (патуљак савет и победник треба да следи). Бахилидови дитирамби личе на баладе јер на лирски начин разрађују епизоде из митова. Занимљив је дитирамб Тезеј (Θεσευς), који је у потпуности у форми дијалога Тезејевог оца Егеја и хора који чине Атињани.
Пиндар (Πινδαρος, 522. или 518. – 442. п. н. е.) из Киноскефала код Тебе потиче из угледне аристократске породице, а читава његова поезија дубоко је прожета духовним идеалима хеленске аристократије. Пиндарово песничко стваралаштво, веома богато и разноврсно, обухватало је све врсте хорске лирике: химне, пеансе, дитирамбе, прозодије (обредне песме), партеније, хипореме, енкомије, треноне (ламенте за мртвима), епиникије. Поред фрагмената, у целини су сачуване 44 епиникије или оде, које су подељене у четири групе према месту остварења победе: олимпијска (Ολυμπιονικαι), питијска (Πυθιονικαι), немајска (ΝμΖιαι) (ΝμΖιαι). ονικαι ). Пиндарове оде, које се одликују великом разноликошћу ритма и метричких форми, структуриране су редовно по уобичајеној шеми актуелност – мит – актуелност. Али песникова пажња се зауставља на спољашњим обележјима атлетске победе: он никада не описује само такмичење, јер га победа занима само као манифестација врлине коју слави у победнику. Следи нагли прелаз у царство мита (тзв. Пиндаров лет ), који обухвата најдужи део оде и где су најјасније изражени песников дух, његови погледи на живот и његови идеали. Дубоко религиозан, Пиндар уклања из мита све негативне особине хероја и богова. Велику славу стекао је већ у антици, често сматран највећим хеленским лиричарем, који је заузимао прво место у канону александријских филолога, а његов непосредни утицај посебно је видљив у хорским деловима трагедије.

### Прозно стваралаштво
Почеци књижевне хеленске прозе падају у VI век. пре нове ере., иако је раније коришћен за потребе свакодневног живота, писање закона, уговора, за спискове победника у народним играма, спискове свештеника и чиновника и за натписе свих врста. Проза је настала у Јонији, где су се тада налазили најнапреднији и најбогатији градови читавог грчког света. Јоњани су били пажљиви посматрачи природе и први су, у виду кратких синтеза, покушали да понуде одговоре на тешке проблеме које им је природа постављала: тако су се родиле филозофија и наука. Јонски филозофи су отворили нову еру у филозофији питањем прапочетка свега постојећег, питањем бића. Јонци су, као први прозни писци, писали на свом јонском дијалекту, који се усталио као језик најстарије грчке прозе. Већ у антици водила се расправа о томе да ли је први прозни писац био историчар Кадмо из Милета (почетак VI века пре нове ере), који је компоновао дело Основа Милета и целе Јоније, или његов савременик, филозоф Ферекид са Сироса са својим космогонијским делом Хептамих из Севена ( Хептамицхус ).
Први прави грчки филозофи и оснивачи науке били су тројица Милесоваца, чија учења чине тзв. Милетска школа. Први од њих, Талес (Θαλης или Θαλης, 624–547 п. н. е.) рекао је да је примарни узрок свега у природи вода, Анаксимен (Αναξιμενης, средином VI века пре нове ере) верује да све ствари настају згушавањем и разређивањем ваздуха,  док је најапстрактнији одговор дао Анаксимандар (Αναξιμανδρος, 610–547 ), који је примарним узроком свега сматрао неодређену материју звану апејрон (απειρον), из које настаје свет услед супротстављања топлог и хладног. Анаксимандар је нешто старији од Анаксимена и саставио је прво филозофско дело, под насловом О природи (Περι φυσεως), а затим је Анаксимен записао своја размишљања у истоименом делу. Шестом веку припада и Питагора (Πυθαγορας), који је веровао да хармонија која влада светом произилази из одређених бројчаних односа који управљају светом: број је савршенство. Питагора је извршио огроман утицај на античку филозофију и науку, како директно тако и кроз своју питагорску школу.
Најстарији грчки историчари и географи обично се називају логографима (λογογραφος = прозаист), а тако се у Атини називају и они реторичари који су састављали судске говоре за своје налогодавце. Најзначајнији логограф био је Хекатеј из Милета (Εκαταιος ο Μιλησιος), који је живео за време владавине персијског краља Дарија (владао 525–485. п. н. е.) и који је написао два дела: Генеалогије (Γικηησιασιας το σικος το σσιας). са причама о митским јунацима где је настојао да одржи хронолошки ред и кроз наивни рационализам уклони детаље који су му се чинили невероватним и Опис Земље (Γης περοδιου) са географским описима Европе и Азије и подацима о народима и њиховим обичајима.
Првим писцем европских басни сматра се Езоп (Αισωπος, VI век пре нове ере), иако корени басне као књижевног жанра леже у далекој прошлости и можда потичу из Индије. Езоп је био родом из Фригије у Малој Азији и служио је неколицини господара као роб. Чини се да он није писао своје басне, већ их је причао у прози, а касније су се шириле усменом предајом и, у својој сржи, сачуване у прилично неисквареном облику. Међутим, током векова свака басна је почела да му се приписује, а под Езоповим именом сачувана је читава збирка басни. Свака Езопова басна је права мала драма са заплетом, врхунцем и резолуцијом, која често пршти свежим хумором, а и данас задржава своју етичку и педагошку вредност.

## Класични период
У другој половини VI века пре нове ере Јонија потпада под персијску власт и губи примат у културном развоју грчког света, који ће се од тада наставити током V и IV века пре нове ере. да припада Атини. Културна хегемонија Атине се стога савршено поклопила са њеном политичком хегемонијом, која је започела бриљантним победама Атине код Маратона, Саламине и Платеје током грчко-персијских ратова и консолидована изградњом Атинске поморске лиге  Атичка књижевност у V веку. пре нове ере се бави разним питањима која постављају савремене друштвено-политичке прилике – државна политика, морал, образовање, економија – а у средишту свих ових питања је човек, његов положај и улога у друштву, као и његова морална одговорност за одлуке које доноси. Основне карактеристике класичне књижевности су блиска повезаност са народом, третман свакодневних животних проблема, монументалност, хуманизам. Међу књижевним жанровима водеће место заузима драма – трагедија и комедија, која, уз Хомерове епове, представља најзначајнији допринос Хелена европској књижевности.

### Трагедија
Почеци грчке драме датирају из VI века пре нове ере, а њени врхунци су се десили у V и IV веку пре нове ере. Најстарији и готово једини податак о настанку трагедије налазимо у Аристотеловој Поетици, где читамо да је настала од импровизованог почетка, од оних који су почињали да певају дитирамбе, и да је прошла кроз многе промене пре него што је добила свој уобичајени облик. Извођење трагедије у старој Грчкој било је служење божанству, део државног култа. Две суштинске одлике трагедије су култ бога Диониса и мит. На развој трагедије посебно је утицало успостављање тираније у многим полисима, јер су се тирани посебно ослањали на сељаштво, међу којима је популарно божанство био Диониз, који није припадао „аристократском“ Олимпу. Херодот каже да је Арион из Метимне „први компоновао дитирамб, дао му наслов и извео га у Коринту“, и Судасову енциклопедију: „За Ариона се каже да је измислио трагични модус, и да је први компоновао хор и отпевао дитирамб, и да је увео сахорус који је увео у стих, и да је увео сатиру. Дакле, створио је сатирску песму од дитирамба када је увео обичај прослављања Диониса од његове пратње, тј. сатири, који се фигуративно називају јарци (τραγοι) због браде и развратности, а можда и због ношње. Отуда је настала реч трагедија, тј. песма коју певају људи обучени у сатире.
Атински тиранин Пизистрат увео је два важна празника: Панатенеју и Велику Дионизију, током којих је 534. п.н.е прво је изведена трагедија песника Теспида, кога традиција сматра „оцем трагедије“. Испред хора је постављао Силена као глумца, који би хору говорио нешто што би га подстакло да пева или би прекидало разговор са хоровођом. За говор овог глумца, који је почео да приказује више ликова, коришћена је форма јамбске песме, тј. трохајски тетраметар и јамбски триметар. Стога се може закључити да је трагедија настала у Атини из сатиричног дитирамба, који је у њу дошао са Пелопонеза. Међутим, трагедија добија свој природни облик тек након пада Пизистратида, јер оно што је Теспид створио и даље има више карактера сатиричне представе.
Други атички трагични песник, после Теспида, био је Херил, за кога Суида каже да је написао око 160 драма, али је познат само наслов једне драме: то је Алопа, са материјалом из Елеузинског мита. Најзначајнији трагични песник пре Есхила био је Фриних Атински, за кога Суида каже да је први извео трагичку поезију на сцену, први који је увео женски лик, проналазач тетраметара (што значи да александријски филолози нису имали трагичне текстове старије од Фринихових) и аутор нинских трагедија. Међу ових девет трагедија су две са историјским темама: Заузимање Милета и Феничанка (која слави победу код Саламине). Фринихова трагедија већ има уметнички истанчан говор, као што показују два одломка из његових Плеуронаца, али још увек нема много стварне радње, јер постоји само један глумац. Полифрасимон, син Фриниха, такође је био трагични песник, а Суидас га помиње да је написао Ликургову тетралогију. Пети трагичар је био Пратина, за кога се наводи да је написао 50 драма, од којих су 32 биле сатиричне драме. Две његове драме су познате по имену: Сатирски рвачи и Дисменес или каријатиде. Сматра се да је ова друга драма укључивала два завађена хора: наиме, Каријатиде су биле назив за играче у култу Артемиде у Карији на северној граници Лаконије и Аркадије, а Дисменае су сеоске баканте у Спарти, тако да би ова драма осликавала сукоб између Аполонијанове музике и Дионијановог музичара. Пратинин син Аристије писао је и трагедије: 467. п. н. е. Извео је очеву сатиричну драму Сатири рвачи, а по насловима су познати његови комади Персеј, Тантал, Антеј, Аталанта, Киклоп и Орфеј.
Правим творцем хеленске трагедије сматра се Есхил (Αισχυλος, 525 – 456. п. н. е.), рођен у Елефсини код Атине, који је увео другог глумца и смањио улогу хора, а касније преузео трећег глумца од Софокла. Материјал за своје трагедије црпио је из богате ризнице грчке митологије, а посебно је уживао да се бави импликацијама људске судбине, којом управља божанска правда и вечни закони којима се људи морају повиновати. Поред Седам против Тебе (Επτα επι Θηβας), о борби између Едипових синова Етеокла и Полинике, и Пометеја Свезаног, о казни коју Прометеј трпи од Зевса за помоћ једином људском роду, О. Тријес је преживео и О. Тријес рестеиа (Ορεστεια), која се бави трагедијом Атрејеве куће, где страшни злочини доводе до нових злочина. Први део трилогије је Агамемнон (Αγαμεμνων), који говори како су Агамемнона убили његова жена Клитемнестра и њен љубавник Егист по повратку из Троје, а затим следи Жртва код гроба или Хоефор (Χογαμεμνων), о томе како је Агамемнон , син Оргам, убија своју мајку да би осветио мртвог оца, а трилогија се завршава трагедијом Еуменида (Ευμενιδες), која говори о томе како Ореста прогоне Ериније због убиства његове мајке, који на наговор Атине и након што су помирење и правда задовољени, постају благи (Еуменидесле).
Млађи Есхилов савременик био је Софокле (Σοφοκλης, 495 – 406. пре нове ере), рођен у Колону код Атине, прави представник Перикловог доба. На сцену је увео трећег глумца, чиме је повећао драматичност радње, а број чланова хора повећао са дванаест на петнаест. У поређењу са Есхилом, Софокле са много више пажње црта ликове својих ликова и труди се да им подари што више људских особина и сложенији и богатији душевни живот. Трагедија Електра (Ηλεκτρα) говори о Агамемноновој ћерки Електри, која живи за освету, чекајући да њен брат Орест убије њену мајку Клитемнестру. Његова најбоља драма је Краљ Едип (Οιδιπоυς τυραννоς), која говори о томе како је тебански краљ Едип несвесно убио његовог оца, оженио рођену мајку и на врхунцу своје славе и моћи, истражујући узроке куге, која је страдала у животу, открива и сам грех. Антигона (Αντιγονη) приповеда о Едиповој ћерки Антигони, која после смрти своје браће Етеокла и Полиника жели да сахрани свог брата Полиника, који се борио против града, по божанском закону, али краљ Креонт то забрањује и кажњава Антигону својом смрћу, што такође изазива смрт. Едип на Колону (Оιδιπоυς επι Κολωνω) прича о слепом изгнанству Едипу који, по Аполоновом упутству, тражи утеху и очишћење од греха у Колону, и добија га на самртној постељи, захваљујући и овим Атхениановим краљем. Остале представе које су преживеле су Ајак (ΑιΑΣ) о лудилоу који је претерано награђен Ајант након Ахилова оружја награђено Одисеју, Трахинири (Τραχινιαι) о томе како Дејанира ( τραχινιαι ) о томе како Дејанира нехотице убија свог супруга, и филоцтетес (φιλοκτης) о томе како Грци постављају на острво Лимнос- а Будући да се неподношљиви смрад шири из ране, али касније схвата да не могу освојити Троју без Хераклеса лука и стрелица, који су са филоцтетама и посећују Одисерове и неоптолему, који је и сам се појављује као деус ек мацхина и наредила се као глупира.
Трећи велики трагични песник , Еурипид (Ευριπιδης, око 480 – 406. п. н. е.), рођен је на Саламини, али је већи део свог живота провео у Атини. Еурипид је представник нове ере која је настала око средине V века. пре нове ере. , када почиње криза атинске демократије и када се појављује нова генерација, под утицајем напредног учења софистичке и материјалистичко – атомистичке филозофије. Човек и судбина остају главни Еурипидови проблеми, али их он решава у духу свог времена. Одломак из Еурипидовог Белерофонта гласи: „Ако богови чине нешто срамотно, нису богови“: Еурипид, дакле, религију мери моралом и води теомахију, тј. борба против конвенционалних и антропоморфних богова, који су морално нестални и недоследни. Али то није атеизам, већ религиозно просветљење, које има чистије и узвишеније идеје о суштини божанства. Еурипид је први у драму увео психолошку анализу ликова, откривајући до тада непознат свет душевног и емотивног живота, у коме се страст појединца сукобљава са општим принципима устаљеног обичаја и мишљења. Еурипидов посебан значај за светску књижевност заснива се на његовим женским ликовима. Поред једне сатиричне драме, сачувано је седамнаест његових трагедија, међу којима се посебно истичу четири. Медеја (Μηδεια) бави се темом страсне жене чија се љубав претвара у мржњу, што је подстиче на страшна дела, укључујући и убиство сопствене деце. Мотив страсти се бави и Хиполитом Овенчаним (Ιππολυτος στεφανοφορος), који говори о томе како Тезејеву жену Федру мучи љубав према свом посинку Иполиту, што на крају доводи и њу и Хиина у пропаст. Ифигенија у Тауриди (Ιφιγενεια η εν Ταυροις) изграђена је на интригама: Агамемнонова ћерка Ифигенија је требало да буде жртвована у Аулиди, али ју је спасила Артемида и учинила је њеном свештеницом у Тауриди , да се очисти од греха убиства своје мајке Клитемнестре. Ифигенија је, као и сваки странац, морала да га жртвује, али долази до признања и они се заједно враћају у домовину. Еурипидова Електра је интересантна јер се бави истим темама као Есхилова 'Хоефора и Софоклова 'Електра', али на другачији начин: Есхил доводи у питање оправданост убиства своје мајке, Софокле то оправдава вољом богова, а Еурипид приказује убице Орестена и Ерејтворта као нотесцената и Еурипид сажаљење. Еурипид се сматра једним од највећих песника свих времена.

### Комедија
Иако је у антици постојало мишљење да је реч комедија (κωμωδια) настала од дорске речи κωμη (село), због чега су Доријанци из Мегаре тврдили да су приоритет у измишљању овог поетског жанра,  данас постоји још једно тумачење према којем је реч σе, општеприхваћена, из групе а весељаци који пијани после гозбе у дионизијском разврату обилазе град и певају песме подругљиве сатире. Комедија је, дакле, настала из импровизованих почетака, односно из певања фаличких песама током процесија у којима се носио фалус (φαλλος = мушки полни орган, направљен од дугуљастог комада дрвета обложеног црвеном кожом) као симбол плодности и рађања људи, животиња и земље. Међутим, пре развоја комедије у Атини , мегарска фарса  и дорска или сицилијанска комедија су се самостално развијале, што је такође извршило известан утицај на атичку комедију. Од VI века пре нове ере. У дорским крајевима јављају се типови комичних извођача, који се на Сицилији и у јужној Италији називају флиацци (φλυαξ = брбљивац чији говор избија из уста). Ови извођачи су представили заплет заснован на импровизованим имитацијама хромих и грбавих стараца и старица, лопова, надрилекара, будала, прождрљиваца, сељака итд. Тако се радња и комедија фарсе о Флијачкој заснивала углавном на физичким карактеристикама, дивљим шалама, преједању, батинању и свакодневним згодама.
Мегарска комедија је у основи вулгарна, анонимна и прилично груба, али је добила и уметнички третман у делима Епихарма (Επιχαρμος, 528–438 или 431. п. н. е.) из Сиракузе, коме је Платон дао предност над атичким писцима комедије. Од његових драма остало је 37 натписа и око 200 фрагмената. Неке драме су инспирисане Хераклом, нпр. Херакле на освајању појаса (Ηρακλης ο επι τον ζωστηρα), друге Одисејем, нпр. Одисеј Пустињак (Οδυσσευς αυτομολος), а било је и драма везаних за мит о Дионису, за тројанску причу, као и за Тезеја, Едипа и друге митолошке ликове. Неке драме су се бавиле призорима из свакодневног живота, нпр. Сељак (Αγρωστινος), Разбојник (Αρπαγαι), Мегаран (Μεγαρις) итд. Главне разлике између сицилијанске и атичке комедије су у томе што сицилијанска комедија нема рефрен и њена дужина не прелази 300–400 редова. Својеврсни наследник Епихарма био је Софрон (Σωφρων, рођен око 480. п. н. е.) из Сиракузе, о коме знамо врло мало. Компоновао је мимове, врсту народне фарсе, у којима је имитирао смешне, а понекад и озбиљне сцене из свакодневног живота. Он је дао мимику уметничку форму и поделио своје мимове на мушке и женске, према ликовима који се у њима појављују.
У развоју атичке комедије могу се издвојити три периода: стара, средња и нова комедија. Главне одлике старе комедије су хор одевен у необичне костиме, парабаза, оштра лична спрдња и обрада тема из савременог политичког и друштвеног живота. Комедија је уметничку форму добијала после трагедије, а њена структура је делом настала по узору на трагедију. О најстаријим атичким комедографима, Хиониду и Магнету, не знамо готово ништа, док је нешто боља ситуација са Кратином и Еуполидом, старијим Аристофановим савременицима. Кратин (Κρατινος, 519 – 423. п. н. е. ) из Атине је написао 21 комедију, од којих су неки фрагменти сачувани. У неким комедијама оштро је нападао Перикла и његов круг, док је у другим пародирао митолошке теме. Његова најоригиналнија комедија је Чува или флаша (Πυτινη), у којој је портретисао самог себе: законита супруга Комедија му прети разводом јер ју је преварио са љубавницом Пиети (Флаша), али посредством пријатеља долази до помирења. Кратин је био оснивач политичке комедије, који је био обдарен великом и оригиналном песничком снагом. Атињанин Еуполид (Ευπολις, 446 – 411. п. н. е.) написао је 17 комедија, од којих су поједини фрагменти такође сачувани. Углавном је писао комедије са политичким темама, нападајући Перикла и демагога Хиперболу. Сатира о друштвеним и политичким обичајима тог времена била је комедија Градови (Πολεις), која је критиковала политику Атине према својим савезницима. По некима, једна од његових најбољих била је комедија Комуна (Δημοι): Солон, Милтијад, Аристид и Перикле долазе из Хада и помажу у тешкој ситуацији Атине кажњавајући злочинце и доушнике.
Највећи грчки комичар био је Аристофан (Αριστσφανης, око 445 – 385. пре нове ере) из Атине, главни представник старе атичке комедије. У својим политичким и етичким ставовима, Аристофан је конзервативан и брани старе обичаје, критикујући иновације и софистичко образовање. Политички напади су углавном били усмерени на демократске државнике, а демагози – лидери радикалне демократије – били су изложени посебно оштром исмевању. Тема комедије има фантастичан карактер: најчешће се реализује неки немогућ план промене друштвене стварности, а сатира се приказује у форми утопије, па невероватност радње ствара изузетно јак комични ефекат. Од 44 комедије које се приписују Аристофану, једанаест их је преживело. Комедија Ахарнијани (Αχαρνης, 425. п. н. е.) прожета је снажним антиратним духом и песниковом страсном жељом да оконча Пелопонески рат, и говори о томе како сељак склапа сепаратни мир са Спартом за своју породицу и ужива у свим животним радостима. У Витезовима (Ιππης, 424. п. н. е.), оштро је нападнут вођа радикалне демократије Клеон, који је тада био на врхунцу моћи. Облаци (Νεφελαι, 423. п. н. е.) критикују софистичко образовање, приказујући Сократа као карикатуру софизма и приказујући надметање између Праведног и злочиначког говора, где први велича старо и строго васпитање, а други доказује да се закон не може кршити и кршити. Осе (Σφηκες, 422. п. н. е. ) исмевају страст Атињана према парницама приказујући суђење псу који је украо сир. Комедија Мир (Ειρηνη, 421. п. н. е.) изводи се неколико дана пре Никијиног мира: сељак одлази на небо да ослободи богињу мира коју држи бог рата, ослобађа је и доводи на земљу упркос противљењу произвођача оружја. Најсмешнија комедија је Птице (Ορνιθες, 414. п. н. е.), која пародира политичке, друштвене и верске планове за побољшање света: два Атињана лете ка птицама и успостављају птичје царство између неба и земље, одакле ће птице владати људима и боговима. Женска скупштина у Тесмофорији (Θεσμοφοριαζουσαι, 411. п. н. е.) пародира модерне трагичне песнике, посебно Еурипида, кога су жене осудиле на смрт због његове мизогиније. Лизистрата (Λυσιστρατη = она која распушта војску, 411. п. н. е.) приказана је после атинског пораза код Сиракузе и има антиратну тенденцију: жене зараћених страна поричу сексуалне односе својим мужевима и на тај начин их приморавају на мир. Жабе (Βατραχοι, 405. п. н. е.) написане су након Еурипидове смрти: Диониз, забринут за судбину трагедије, одлази у Хад да донесе Еурипида на свет, а у другом делу драме Есхил и Еурипид се такмиче са цитатима из својих трагедија, побеђујући са А. Комедија Жене у народној скупштини (Εκκλησιαζουσαι, 392. п. н. е. ) исмијава жене, које уместо народних демагога преузимају државну управу и успостављају заједницу имовине, жена и мужева: то је једини експеримент – каже песник – који Атина још није покушала. У комедији Плутон (Πλουτος = Богатство, 388. п. н. е. ), песник се жали на неправедну расподелу богатства, а посебно је успела сцена надметања између богатства и сиромаштва.
О средњој комедији, која отприлике обухвата период од 385. до 330. пре нове ере, не знамо скоро ништа, али продукција је била веома богата, са око 800 комедија 57 писаца. Од свега овога, осим врло кратких фрагмената и многих наслова, ништа није сачувано. Чини се да су најпознатији писци Средње комедије били Антифан (Αντιφανης), Анаксандрид (Αναξανδριδης) и Алексид (Αλεξις). Теме средњошколских комедија биле су разноврсне: митолошке пародије, интриге и љубавне везе, сцене из свакодневног живота.
У новој комедији, која обухвата период од око 330. г. п. н. е. до око 260. п. н. е., хор више не учествује у радњи већ својим песмама попуњава празнине између чинова, лични напади су ређи и безазленији, редовно усмерени против паразита, хетера и филозофа. На структуру радње нове комедије посебно је утицала трагедија, а посебно Еурипид. Основни мотиви нове комедије су свакодневни породични живот и љубав: заљубљени младић мора да савлада разне препреке да би стигао до девојке коју воли, а у томе му помаже његов лукави роб, који из сваке тешкоће налази излаз. Мотив спасавања девојчице стапа се са мотивом разоткривеног и пронађеног детета: силована девојка рађа и разоткрива дете које је спасено и на основу тога се развија сложена интрига која води срећном крају. Највећи песници нове комедије били су Филемон, Дифил и Менандар, али је сачувано премало фрагмената прва два да би се могла проценити њихова уметност. Менандар (Μενανδρος, око 343 – око 291. п. н. е. ) из Атине је написао 105 комедија, од којих су сачувани бројни кратки фрагменти, значајнији одломци комедија Самљанка (Σαμια), Девојка са подрезаном косом (Περοτμικενιροτικενιροτικεντρομικε), Парничари, али и једна читава комедија – Човекомржња (Δυσκολος, 317–316 п. н. е.). Главни мотив Менандарових комедија је приватни живот атинских грађана, посебно љубав и превазилажење разних препрека ка срећном крају. Песникова оригиналност састоји се у проналажењу неочекиваних решења и маневрисању у строгим оквирима нове комедије. Песник успева да индивидуализује типичне ликове (старца, младића, роба, хетера, паразита итд.) и учини их уметнички уверљивим. Комедије често одишу сентименталношћу и романтиком, хумор је благ и дискретан, са неколико чистих акционих сцена. Менандар је, посебно преко својих римских имитатора Плаута и Теренција, снажно утицао на европску драмску традицију до модерног доба.

### Филозофија
У класичном периоду, античка филозофија је доживела своје највеће висине. Хронолошки, први од пресократских филозофа био је Хераклит (Ηρακλειτος, око 535 – око 475. п. н. е.), који је веровао да је примарни елемент свега ватра и да се основни закон природе састоји у сталном настајању, сталној промени и кретању, који је писао у кратком мисаоном сукобу – супротности, испољио је у супротности и сажет стил. Парменид (Παρμενιδης, око 515. п. н. е. ), главни представник елетске школе, изнео је своје мишљење о једном, вечном, непокретном и непроменљивом бићу у песми О природи (Περι φυσεως), од које је сачуван само оскудни фрагменти, али мислећи да је велики поцреатор преживео. Зенон из Елеје је бранио и тумачио филозофску мисао свог учитеља Парменида иу својим чувеним апоријама покушавао да докаже немогућност кретања. Емпедокле (Εμπεδοκλης, око 495 – 435. п. н. е.) из Агригента на Сицилији сматра се оснивачем атомизма, а приписују му се два епа у хексаметрима: О природи (Περι φυυσ и објашњавају да све постоји). састоји се од четири елемента – земље, воде, ватре и ваздуха, који се покрећу помоћу два супротстављена принципа – љубави и мржње. Анаксагора (Αναξαγορας, око 500 – 428. п. н. е. ) надовезује се на ову идеју, али је развија у апстрактнију интерпретацију: свет се састоји од подједнако дељивих и непроменљивих честица које он назива хомеомеријама (τα α οοοοηιο), које су некада биле састављене у једну целину светским умом (νους), првим покретачем. Анаксагора је припремио терен за атомизам Леукипа (Λευκιππος), о коме не знамо ништа са сигурношћу, и Демокрита (Δημοκριτος, око 470 – око 360. п. н. е.), који је атоме (ατομος) сматрао битним (ατομος) који су атоми (ατομος) који се разликују од облика и поретка, који се разликују од поретка и стално су у покрету. Сачувани су фрагменти Демокритових 60 дела на јонском дијалекту. Својом материјалистичком филозофијом, Демокрит је преко Епикура утицао на све духовне струје у грчком свету до краја хеленизма, а имао је много присталица и у Риму. Његов савременик је био највећи антички лекар Хипократ (Ιπποκρατης, око 460 – око 377. п. н. е. ), отац научне медицине, под чијим именом су сачувана 52 списа, али не сви потичу од Хипократа. Они садрже и генијална предвиђања која је потврдила савремена наука, нпр. теорија о грађи људског организма, која се заснива на теорији о четири хумора (крв, слуз, жута и црна жуч) од којих зависи карактер и здравље сваког човека; Савремене теорије о хормонима представљају својеврсни повратак Хипократу. Значајни су његови Афоризми (Αφορισμοι), који су били раширени средњим велом („Живот је кратак, а вештина је дуга”) и дело О ваздуху, води и местима (Περι αερων, υδατων, τοπων), однос између климе и здравља.
На даљи развој филозофије снажно су утицале друштвене, политичке и економске прилике. После победе над Персијанцима, у Атини се развио веома жив привредни, политички и просветни рад. Филозофско мишљење тада напушта питања природе и фокусира се на човека (ανθρωπος) и целокупно друштвено питање – чиме започиње антрополошки период грчке филозофије. Друштвена превирања унутар саме демократске Атине, праћена Пелопонеским ратом, скренула су интересовање људи са питања космоса и његових закона, а у први план ставила човека, његову друштвеност, његову способност учења, његову општу вредност итд. У овој ситуацији појавили су се софисти (σοφισται), путујући учитељи који су преузели на себе да кроз говоре, предавања и полемике образују слободне грчке грађане. Најпознатији софиста био је Протагора (Πρωταγορας, око 481–411. п. н. е.) из Абдере у Тракији, чији је став да је „човек мера свих ствари, оних које постоје да јесу, а оних које не постоје“ изазвао је велику полемику у античкој Грчкој да је у античкој Грчкој, а неки веровали да је ово једино мишљење, било мишљење о томе да је у Прогори сматрајте да је истинито само оно што појединац може знати, док су други сматрали да је Протагора под „човеком“ подразумевао човека као генеричко биће, а не појединца. Протагора је у полемикама изоштравао своје мисли аргументима и контрааргументима, задивљујући све присутне својом способношћу. Све док је један аргумент био поткрепљен контрааргументом, Протагора није сматрао да је дошао до истине. Ову тачку је до крајности довео софиста Горгија (Γοργιας, око 480 – око 370. п. н. е.) из Леонтина на Сицилији, који је био више говорник него софиста. Веровао је да се ништа не може доказати, изражавајући тиме крајњу скепсу у погледу могућности да се дође до истине. Релативизам и скептицизам у сазнању одговарају релативизму и скептицизму у етици код свих софиста: не постоје универзално важеће етичке норме, оне се разликују од народа до народа, с времена на време.
Главни противник софиста био је Атињанин Сократ (Σωκρατης, око 470 – 399. п. н. е.) који је, као и софисти, човека учинио средиштем свог проучавања. Чини се да никада није записивао своје мисли, па његово учење знамо из дела Ксенофонта, Платона, Аристотела. Заинтересован пре свега за етичка питања, која су као „етичка” била угрожена софистичким тумачењем моралних норми, Сократ је настојао да одреди појмовну вредност појединачних моралних норми, желећи тиме да оповргне софистички релативизам у етици, који се заснивао на чулно-индивидуалном критеријуму. Процедура је била дијалектичка, што значи да је током разговора (дијалога) аргументима и контрааргументима оповргао одређене ставове (своје или саговорникове) све док на крају није искристалисао потпуно јасну дефиницију одређеног појма. Његове јавне расправе, у којима је користио индуктивни метод „ ироније “ (ειρωνεια) да тестира непроверене етичке позиције у циљу јасног дефинисања појмова, представљале су оштру критику софистичког начина филозофирања. Софисти су били идеолози демократије, која је у то време представљала нову снагу у Атини и доживљавала потешкоће свог успона.
Најбриљантнији Сократов ученик и један од највећих светских идеалистичких филозофа уопште био је Атињанин Платон (Πλατων, 427 – 347. п. н. е.), оснивач Академије, који је писао углавном дела у облику дијалога. Он није само велики мислилац, већ и оригиналан уметник. Иако се дијалог као књижевна техника јавља раније, филозофски дијалог је своју праву уметничку обраду добио тек у Платоновим списима. У његовим дијалозима су филозофи, песници и млади из Сократовог друштва. Сви ови људи су историјске личности, а дијалог се обично назива по једном од њих, а главни лик у већини дијалога је Сократ, и ови дијалози су међу најуспешнијим са литерарног становишта ( Симпозијум, Федон, Федар ). Платонови дијалози показују ауторову способност да створи живописну сцену, у којој не недостаје драматичан, попут окупљања грађана поводом доласка славног софиста у Протагоре, гозбе после победе у трагичним такмичењима у Симпозијуму, екскурзије врелог летњег дана у Федру са пријатељима, сусрета Сократа пре његове смрти. Платон је велики мајстор портретисања ликова: сва лица су потпуно индивидуализована, што истиче њихове међусобне контрасте. Многи, посебно софисти које је Платон мрзео, добили су сатиричне форме. Од свих ликова, Сократ је најуспешнији. Дијалози су прожети бриљантном поетском сликом и поређењем, који су често средство Платоновог књижевног стила, посебно у мотивима који попуњавају празнине у његовом филозофском систему. Међу књижевно најуспешнијим дијалозима су: Сократова апологија, која је дубоко поетична и прожета херојским жаром Сократа који одлази у смрт остајући веран својој мисији; Федон, у коме преовладава туга, коју Сократ успева да ублажи својом ведрином; Федар, који садржи много поетских слика, од пејзажа до Сократовог другог говора; и Симпозијум, вероватно најбоље Платоново дело са литерарне тачке гледишта, у коме филозофија заузима само мало место и у коме се уз живахне искре животне радости прича љубавна прича.
Најуниверзалнији филозоф антике био је Аристотел (Αριστοτελης, 384-322 п. н. е. ), Платонов ученик и оснивач перипатетичке филозофске школе. Написао је огроман број списа који су се бавили свим областима знања. У његовом духовном развоју могу се разликовати три периода: у првом је следбеник и наследник Платона, у другом подвргава оштрој критици Платонову филозофију, посебно теорију идеја, док у трећем периоду развија сопствену филозофију и посвећује се проучавању природних наука. Од његових филозофских списа најзначајнији су Органон (Οργανον = Инструмент филозофирања), где се показује као оснивач формалне логике, и Метафизика, где говори о односу материје и форме и суштини ентелехије, односно о најопштијим принципима који су у основи индивидуалних. Два Аристотелова списа су посебно важна за историју књижевности : Реторика (Τεχνη ρητορικη), која даје упутства за говорништво, и чувена Поетика (Περι ποιητικης), која даје општу анализу поезије и позадине с суштина и смисао трагедије. Што се тиче Платона, за Аристотела је уметност подражавање (μιμησις) људи и природе, али не ропско, већ стваралачко и ствара типове, односно оно опште, које је боље и више од појединачног. Целокупна Поетика, посебно део о катарзи, тј. Прочишћавање афекта кроз сажаљење и страх, којим трагедија постиже своју сврху, прожето је протестом против Платонове негације уметности. Најзначајнији Аристотелов ученик био је Теофраст (Θεοφραστος, око 372 – око 287. п. н. е. ), који је после Аристотела дуго био на челу перипатетичке школе. Његово најзначајније књижевно дело су Ликови (Ηθικοι χαρακτηρες), у којима је скицирао тридесет типичних носилаца неке људске мане или слабости (ласкавца, брбљивца, клеветника, присталица олигархије, сујеверја, итд.), и како је тада у појединим врстама човека дао пример сваког појединог чина. Ово дело је поставило прве темеље карактерологије.

### Историографија
Првим правим историографом сматра се Херодот ( 484 - око 425. п. н. е.) из Халикарнаса. Главна тема његове Историје (Ιστοριης αποδεξις, тј. излагање онога што је сазнао кроз истраживање) је грчко-персијски сукоб, али у том оквиру Херодот нам говори и шта је претходило и шта је уследило том сукобу, укључујући многе излете и које је читаве земље, о другим народима, о другим народима, о томе најчувенијим. Дело је подељено у девет књига, названих по музама, али ова подела потиче од александријских филолога. Херодот је овим делом значајно обогатио знање о етнографији, географији и историји области које описује. Описујући грчко-персијске ратове, он покушава да прикаже Атину као спасиоца Хеладе. Са становишта научне историографије, Херодот, упркос свим својим недостацима, далеко надмашује своје претходнике – јонске логографе, а са литерарне тачке гледишта, Херодотов стил се одликује једноставношћу и јасноћом, и може се упоредити са стилом народних прича. Херодотово приповедање се одвија мирно, без жестине и страсти. Пластичност његове слике, живописна карактеризација и јасан стил чине Херодота великим мајстором приповедања, што је посебно видљиво у романескним деловима његове историје.
Прави научни историчар је Тукидид (Θουκυδιδης, око 460. - око 399. п. н. е.). Наслов његовог дела: Историја пелопонеског рата (Ξυγγραφη περι του πολεμου των Πελοποννησιων και Αθηναιων και припада Αθηναιων), изводи се а по филозима књига на увод и изводи се а по филом књигама првеекс. Тукидид је намеравао да опише цео Пелопонески рат, али га је смрт спречила у томе, па се његово дело завршава догађајима из 411. п. н. е. Тукидид у историографско приповедање уноси строгу критику која разликује истинито од лажног, доказано од вероватног и открива везе између различитих догађаја. Да би што боље документовао догађаје, у рад је укључио и неке документе. Посебно су важни говори државника и војсковођа, који садрже коментаре историјских догађаја и додају драматичност и живост излагању писца. Посебно вредни су сажети и живописни описи, од којих је најзначајнији опис куге у Атини у другој књизи.
Познати писац био је Ксенофонт (Ξενοφων, око 430-354. п. н. е.) из Атине, чији је живот обележено пријатељством са Сократом, што се посебно види у његовом делу Мемоари о Сократу (Απομνημονευματα). Као писац, он није само историчар, већ и филозоф, политичар, дидактичар. Учествовао је у походу десет хиљада коју је покренуо Кир Млађи против свог брата Артаксеркса 401. п. н. е. , о чему пише у свом делу Анабасис (Κυρου αναβασις = тј. успон), у коме описује Кирову смрт и повратак грчких најамника кроз Персију. У Хеленској историји (Ελληνικα) наставља приказ грчке историје где је Тукидид стао, тј. од 411. до 362. п. н. е., у част Спарте и краља Агесилаја II. Слику идеалног владара представио је у свом делу Кирупедија (Κυρου παιδεια = Кирово образовање), где приказује живот Кира Старијег (558-529. п. н. е.), оснивача велике персијске државе, као узора владара и војсковође. Ксенофонт пише на атичком дијалекту, једноставним и јасним језиком. Његов израз је пун елеганције и чистоће, због чега су га звали атичка муза или пчела. Од радова мањих историчара сачувани су само штури фрагменти из IV века пре нове ере. , међу којима су се најистакнутији били Ефор (Εφορος, око 400–330. п. н. е.), који је први написао велику општу историју целе Грчке,  и Теопомп (Θεοπομπος, око 375.–306. пр. н. е.), који је, између осталог, Тхудес, 4. п. н. е. наставља своје дело Хеленска историја (Ελληνικα). до битке код Книда.

### Говорништво
Најстарији атички беседник био је Антифон (Αντιφων, 480–411. п. н. е.), који је био логограф, односно писао је говоре за друге људе који су морали да говоре на суду. Из петнаест сачуваних говора, од којих је дванаест написаних за измишљене случајеве, јасно је да је он био претеча Тукидида у свом сажетом стилу и антитетичној природи речи и мисли. Више историјски него књижевни документ су неколико сачуваних говора атинских Андоцида (Ανδοκιδης, 440 – 385. п. н. е. ). Пореклом из Сиракузе био је Лисије (Λυσιας, око 445 – око 380. п. н. е.), који се рано доселио у Атину и тамо живео као метекус, тј. странац без грађанских права. У свом говору против Ератостена (Κατ' Ερατοσθενους, 403. п. н. е. ), оптужио је Ератостена, једног од тридесет тирана, да је убио свог брата. Кроз једноставно приповедање, Лисијас са изузетном јасноћом разоткрива сву похлепу, насиље и суровост Тридесеторице. Као метека и логограф, у Атини је радио и Исеј (Ισαιος) из Халкиде на Евбеји, који је био Искаратов ученик и Демостенов пријатељ и чија делатност пада између 390. године. и 344. п. н. е. Узор му је био Лисије, коме је сличан по јасноћи и сажетости стила, а по снази експозиције, сажетости и углађеног израза био је узор Демостену. Међу најпознатијим беседницима и највећим прозним писцима уопште био је Исократ (Ισοκρατης, 436 – 338. п. н. е. ), који је стекао добро образовање као ученик софиста, а затим 390. п. н. е. отворио сопствену школу у Атини у којој се, поред општег образовања, предавала теорија и практична примена беседништва. Од сачуваних дела (21 говор и 9 писама) најпознатији је Панегирски говор (Πανηγυρικος, 380. п. н. е.), у коме су сви Хелени позвани на јединство и подстакнути да крену у рат против Персије под вођством Атине. Говор је похвала Атине, а у антици се сматрао стилским ремек-делом. У Панатинејском говору (Παναθηναικος, 399. п. н. е.) он опет одушевљено хвали Атину, али и напрасно велича себе. Највећа Исократова заслуга је што је усавршио уметничку прозу и утицао на све потоње античке писце, а посебно на Цицерона.
Највећи грчки беседник био је Демостен (Δημοσθενης, 384 – 322. п. н. е. ), који је међу првима осетио опасност коју је за независност Грчке представљао Филип II Македонски, па се страствено упустио у политичку борбу и читав свој живот повезао са историјом свог града. Његова најпознатија говора су три Против Филипа (Κατα Φιλιππου), нама позната као Филипи, у којима оштро напада македонског краља и подстиче Атињане да се одупру његовим освајачким амбицијама. Три олинтска говора (Ολυνθιακος α' β' γ') такође су била усмерена против Филипа и промакедонске странке у самој Атини. Чувени говор На венцу (Περι στεφανου) заснован је на одбрани извесног Ктесифона, који је оптужен да је противзаконито предложио да се Демостен додели златним венцем, али је заправо овим, својим најдужим говором, Демостен бранио не само себе и свог клијента, већ и своје политичке активности. Демостенова ораторска величина лежи у снази његовог патриотизма, усредсређености на циљ доказивања, дубокој озбиљности и благе драматике, као и у луцидној употреби аргумената.
Есхинес (Αισχινης, рођен око 390.) такође је био из Атине. п. н. е.), говорник и политичар конзервативног убеђења, који је био присталица Филипа II и вођа промакедонске партије у Атини. Одликовао се једноставном елеганцијом својих говора, од којих је најважнији говор О кршењу посланичке дужности (Περι παραπρεσβειας), у којем се бранио и бранио од Демостенових оптужби да је прекршио саборску дужност тако Филократов мир тако што је дозволио да буде подмитљив и поднио нетачан извештај. У свом говору против Ктесифона (Κατα Κτησιφωντος) оптужио га је да је незаконито предложио да се Демостен крунише златним венцем, али се Демостен успешно одбранио својим говором На венцу, а А прогнан је у прогонство. Беседник Ликург (Λυκουργος, око 390–324. п. н. е. ) био је ватрени присталица Демостенове политике. Од његових 75 говора, сачуван је само онај Против Леократа (Κατα Λεωκρατους), којег оптужује за издају. Недостатак говорничког умећа покушавао је да компензује ученошћу, па су његови говори били пуни цитата песника. Остали мањи говорници овог периода укључују Хиперида (Υπερειδης, 389–322. п. н. е.), чија је епитафска беседа (Επιταφιος) значајна као једина епитафска беседа која је заиста била изговорена, затим Динарх (Δειναρχο) који је био члан про-Мајке 3. године п.н.е Атина и чији је говор против Демостена о Харпаловом благу значајан јер је пун историјских података, и на крају Демад (Δημαδης), који је после атинско-тебанског пораза код Херонеје 338. п. као присталица Македонаца снажно је утицао на политичку ситуацију у Атини и који никада није објавио своје говоре.

## Александријски период
Хеленизам обухвата период од III века п. н. е. до прве трећине VI века нове ере, али у грчкој књижевности у оквиру овог дугог периода заправо треба разликовати два периода, од којих се први најчешће назива александријским, јер Александрија постаје центар економске и културне моћи тадашњег хеленског света, који траје све до освајања Египта од Октавијана Августа 30. године пре нове ере. , док се други период назива римским периодом који траје до 529. године. нова ера. Поразом код Херонеје 388. п. н. е. Грчки полис је изгубио своју независност и потпао под власт Македоније, која, међутим, није дотицала културно наслеђе освојене земље јер је и сама била под њеним снажним утицајем. Освајања Александра Великог проширила су грчку културу све до Индије и Етиопије. После Александрове смрти 323. п. н. е. Његово огромно царство се распало на птоломејски Египат, селеукидску Сирију и многе мање државе, од којих су најважније биле Битинија, Антакија и Пергам. Атина губи сваки политички значај, али уз Александрију и Пергам остаје један од културних центара хеленизма. Са изузетком Атине и демократске републике Родос, све хеленистичке државе биле су монархије, у којима је нестала активна улога грађанина, па човек, с једне стране, од грађанина малог полиса постаје „ грађанин света “, а с друге стране, он се окреће себи и самим тим и његовим карактеристикама индивидуе и културе јели све важне филозофске покрете тог времена - епикурејизам , стоицизам , цинизам. Велике промене се дешавају и на пољу религије : традиционална митологија губи на актуелности и доживљава се као културна вредност прошлости, а њено место заузимају различити мистични култови који обећавају спасење после смрти. Зато егзактне науке доживљавају велики процват, све више се одвајајући од набора филозофије и долазећи у ближи додир са научним достигнућима Вавилона и Египта. Филологија је такође научно утемељена у овом периоду, пре свега у Александријској библиотеци. Променио се и садржај књижевности: у условима хеленистичких монархија говорништво је нестало или се њиме бавило у реторичким школама, али је обогаћено патетиком. Књижевност прелази са политичких и друштвених тема на породичне теме, приватни живот и индивидуална осећања.

### Поетско стваралаштво
На почетку александријског периода грчке књижевности стоји поезија која се, због тога што су њени најистакнутији представници живели и радили у Александрији, назива александријском поезијом. Ова поезија се бави ученим и митолошким темама претежно романтичног садржаја,  и сматра се да потиче од Филита са Коса (Φιλητας, око 340 – 285. п. н. е. ), који је писао меланхоличне елегије посвећене својој вољеној Бити. Елегије ове природе писао је и његов ученик Хермезијанакс (Ερμησιαναξ, рођен око 300. п. н. е.), док је Фанокле (Φανοκλης) у својим елегијама опевао љубав богова и хероја према лепим дечацима. Најзначајнији елегичар тог времена био је Калимах (Καλλιμαχος, око 310 – 240. п. н. е.), који у својим елегијама под насловом Узроци (Αιτια, 4 књиге) пише о пореклу обичаја и култова везаних за мит. Посебно се истиче елегија Береникина коса, сачувана у фрагментима, али позната по адаптацији римског песника Катула ( царм. 66). Сматрајући „велику књигу великим злом“, ствара мали еп, тзв. епилог, Хекала (Εκαλη), у коме практично остварује своје теоријске погледе на књижевност: мали обим, необичност и новину тематике, пажљиву и оригиналну техничку обраду. Калимах је велики мајстор стила, али због његове тежње за „учењем” и ерудицијом, његовим савременицима су већ били потребни коментари.
Међу највеће песнике овог периода је Теокрит (Θεοκριτος, око 300–око 250. п. н. е.), који је створио посебне песничке композиције – идиле, којих је сачувано тридесетак и које су подељене у две групе. Први се састоји од пастирских или буколичких песама, у којима груби и неуки, али слободни и безбрижни пастири постају идеални ликови који своје време проводе чувајући своја стада и певајући о својим вољенима. Ове идиле су права мала ремек-дела, у којима се Теокрит показује као мајстор у осликавању љубавних страсти, али и у динамичном опису природе. Друга група песама представља мале сцене из градског живота са обичним људима као главним ликовима. Теокрит је снажно утицао на Вергилија у својим Еклогама, као и на касније песнике пастирске лирике. Поезију Теокрита непосредно су пратили Бион из Смирне (Βιων, крај II века пре нове ере ), од којих је сачувано 17 кратких песама, и Мосхос (Μοσχος, око 150. п. н. е.), који је, поред својих идила, написао и кратки еп Европа (Επзνρ).
Миме је такође доживео препород у овом периоду, а њен главни представник је био Херонда (Ηρονδας, III век пре нове ере). Иако се трудио да у своје мимове убризга одређену дозу „учености“, није бежао од вулгарности карактеристичне за мимичарску поезију. Његове најчешће теме су макрои, љубоморне жене, занатлије, малограђанке итд.
Калимахов ученик Аполоније Родијан (Απολλωνιος, око 300–230. п. н. е.) кренуо је потпуно супротним путем од свог учитеља и створио најобимније дело хеленистичке књижевности – песму Авантуре Аргонаута (Αργοναυ, Αργοναυ, тј прича о путовању Аргонаута у Колхиду по Златно руно и њиховом повратку. Еп нема унутрашње јединство и радња није, као код Хомера, концентрисана око једног догађаја. Осим тога, Аполоније у своје дело уноси мноштво „научених“ дигресија, фантастичних географских и етнографских података и тумачи мање познате етимологије. Користећи и светло и јасно приповедање и живописне и сликовите описе, ова песма је изазвала велико интересовање, посебно међу римским епским песницима. Најистакнутији песник дидактичког епа ове епохе био је Арат (Αρατος, око 305–око 240. п. н. е.), који је написао астрономски еп Појављивања (Φαινομενα) – дело суво и без поетског ентузијазма, али због занимљивости антиквитета. Никандар (Νικανδρος, II век пре нове ере) утицао је на Овидија ( Метаморфозе ) својим Метаморфозама, у којима пише о претварању људи у животиње и биљке, и Вергилија ( Георгика ) својим Георгикама.
Карактеристична форма у којој је хеленистичка поезија нашла свој израз био је епиграм, који се бавио најразличитијим темама: филозофским, банкетским и љубавним. Епиграми су дошли до нас у две велике збирке настале у Византији. Прва и познатија је Палатинска антологија, настала почетком X века. са око 4.000 епиграма на грчком од времена грчко-персијских ратова до византијског средњег века. Друга и мање позната је Планудска антологија која је настала у 1IV веку. од монаха Максима Плануда. Међу многим епиграматичарима александријског периода су две жене: Анита (Ανυτη, око 300. п. н. е.), представница пелопонеске школе, и Носида (Νοσσις) чије су песме углавном везане за култ Афродите. Уз Асклепијада, Леонида и многе друге, највећи хеленистички епиграматичар био је Мелеагар из Гадаре (Μελεαγρος, I век пре нове ере ), који је саставио збирку епиграма под насловом Венац (Στεφανος). Од око 130 сачуваних епиграма већина је љубавног карактера. Он је, заједно са Филодемом (Φιλοδημος, око 110–40. п. н. е. ), такође епиграматичарем и епикурејским филозофом и теоретичаром уметности, извршио снажан утицај на римске елегичне песнике.
Други посредници између александријске и римске књижевности су Еуфорион (Ευφοριων, рођен око 276. п. н. е. ), који је писао епилије и елегије оптерећене ученошћу и нејасноћом, и Партенија (Παρθενιος, I век пре нове ере), који је тада дошао у тамницу, а од Виргила је постао слободан и само пријатељ сачуване су љубавне приче, под насловом Љубавне патње (Ερωτικα παθηματα), које је прикупио од разних аутора и посветио Корнелију Галу.

### Прозно стваралаштво
За разлику од поезије, прозна продукција овог периода је сачувана у врло малој мери, па се наша сазнања о њој углавном заснивају на вестима из антике и на одломцима и размишљањима из римске књижевности. Прозу су пре свега писали историчари, географи, филозофи, беседници, граматичари, научници, односно углавном они које је више занимала научна страна него ликовна обрада одређеног предмета, али има и оних који се у прозном стваралаштву приближавају својим песничким савременицима. Освајања Александра Великог су проширила знање Хелена о новим и непознатим земљама, расло је интересовање за историју, географију, етнографију и сличне дисциплине, али је и у овим делима преовладавала „ученост” у вези са занимљивим детаљима. Историја престаје да буде испитивање истине и испуњена је романескним, реторичким и драмским елементима.
Међу онима који су пратили Александра у његовим походима, истиче се Аристотелов синовац Калистен (Καλλισθενης), који у Хеленској историји (Ελληνικα) обухвата период од 387. године п. н. е. до 357. п. н. е. а под чијим именом је сачувано дело О делима Александровим (Αλεξανδρου πρακησεις). Ово Псеудо-Калистеново дело постало је веома популарно и преведено је на многе друге језике током векова. Овде се Александров живот претвара у легенду, а његове експедиције у путовања кроз бајковите и легендарне земље. Локалну историју обрадио је Тимеј (Τιμαιος, око 345–250. п. н. е.), чија је Историја Сицилије (Σικελικα) у 38 књига обухватала период од најстаријих времена до 289. године п. н. е.  У Атини тзв Атидографи су аналитички бележили догађаје у Атини и Атици. Сличне форме биле су и хронике, међу којима је значајна такозвана „Злочиначка хроника“. Паријски мермер (Мармор Париум), мермерна плоча пронађена 1627. године. на острву Парос, који бележи догађаје у Атици од митског краља Кекропса до 263. п. н. е.
Најзначајнији историчар овог периода био је Полибије (Πολυβιος, око 201-120. п. н. е.), један од ретких који је схватио улогу Рима у светској историји тог времена. Током Трећег македонског рата (171–168. п. н. е.) био је активан у Ахајском савезу, а после пораза је стигао као заробљеник у Рим, где је упознао аристократске породице и ушао у круг Сципиона Млађег. Уз мање списе, његово главно дело су Историје (Ιστοριαι, 40 књига), где је описао историју Рима и Картагине од 266. п. н. е. до 221. п. н. е. , затим општа историја Грчке, Азије, Италије и северне Африке, ширење Рима и сукоби са Ханибалом и Антиохом, и на крају освајање Грчке и пад Картагине. Првих пет књига је сачувано у целини, док су остале фрагментарне. Посебно су интересантне Полибијева анализа устава Римске републике и његова теорија прагматичне историографије: он је сматрао да су проучавање докумената, као и лично познавање сцене историјских догађаја и личног политичког искуства, од суштинског значаја за историчара.
Са променом политичких прилика, беседништво губи свој некадашњи значај и карактер и повлачи се у реторичке школе, где постаје вежба у дискусији о темама често прилично удаљеним од стварног живота. У недостатку садржаја, реторичари теже формалним ефектима, па су се на основу тога појавила два основна правца у реторици: азијски и атицистички. Први је био посебно култивисан у Малој Азији, отуда и његово име, и био је китњаст, пун патоса и тражених метафора.
Велике промене су се десиле и на пољу филозофије. Све филозофске школе тог доба фокусирале су се на проблеме људског етичког деловања, трагање за смислом живота и путем до њега. Најмоћнија фигура хеленистичке филозофије био је Епикур (Επικουρος, 341 – 270. п. н. е.), који је прихватио Демокритов атомизам и залагао се за материјалистичко схватање света, одбацујући митолошка и религиозна веровања и верујући да се само тиме што је и незнањем може постићи човек без заблуде (Επικουρος, 341 – 270 п. н. е.). Имао је снажан утицај на римског песника и филозофа Лукреција. Стоицизам, који је замислио Зенон из Китијума (Ζενων, 331 – 264. п. н. е. ), по етици је веома сличан Епикуру, иако полази из различитих основа. Стоици захтевају повратак природи и познавању природе и њених закона како би човек могао да живи у складу са њом, јер је и сам део те стваралачке и умне природе.
Од бројних значајних научника, филолога, географа и других научника тог времена – међу којима су Еуклид (Ευκλειδης, око 300. п. н. е.) и Архимед (Αρχιμηδης, око 237. – 212. п. н. е. ) били најпознатији (Αρχιμηδης, око 237–212. п. н. е. ) Ератостен, око 275–195. пре нове ере), чије је главно дело Географија (Γεωγραφικα, 3 књиге), где је такође расправљао о облику Земље, коју је сматрао сфером, и покушао да одреди њен полупречник мерењем меридијанског лука од Александра.
Наративна проза се развијала на основу историјских, полуисторијских и митолошких традиција (Одисеја). Еухемер (Ευημερος, почетак III века пре нове ере) пише Свети запис (Ιερα αναγραφη), својеврсну утопију која говори о идеалном уређењу острва Пангеа, које је Еухемер наводно посетио. Аристид из Милета (Αριστειδης, крај II века пре нове ере) саставио је једну од првих збирки љубавних прича са ласцивно-еротским садржајем под насловом Милетске приче (Μιλησιακα). Посебну књижевну форму, која је названа по њему, створио је Менип из Гадаре (Μενιππος, III век пре нове ере), који је писао дела са сатиричном нотом, мешајући прозу и стих, а овај облик се назива Менипејска сатира. У овом облику написан је чувени Петронијев Сатирикон.

## Римски период
Римски период грчке књижевности почиње падом Египта под римску власт 30. п. н. е. и траје до 529. п. н. е. , када су по Јустинијановом наређењу затворене последње филозофске школе у Атини, иако хришћанске писце овог периода заправо треба сматрати делом византијске књижевности из више разлога. Већ у II века пре нове ере. , а посебно од I века пре нове ере. (Грчка је освојена 146. п. н. е. ) Почиње експанзија Рима на хеленистички исток. Једна за другом, хеленистичке државе су постале римске провинције, а римски проконзули су заменили претходне монархе. Живот у провинцијама је полако замирао, а грчка интелигенција је почела да се сели у Рим и шири интересовање за грчка културна достигнућа међу Римљанима. Сломом републике и успостављањем принципата, наступио је дуготрајан мир, који је постепено враћао извесну економску снагу источним покрајинама. То се посебно осетило током Антонинове ере у II веку, када је Италија изгубила економски примат у Римском царству.
Велики део прозног стваралаштва у овом периоду припада историографији. Диодор Сикулски (Διοδωρος, I век пре нове ере ), који је живео у Риму, написао је опсежно дело у 40 књига под насловом Библиотека (Βιβλιοθηκη), од којих је само 15 књига преживело у целини, а које је пренето из других аналних времена, тако названо до средине I века пре нове ере. Међу грчким писцима који су обрађивали римску историју био је Дионисије из Халикарнаса (Διονυσιος ο Αλικαρνασσευς, I век), који је написао Стару римску историју (Ρωμαικη), који је покривао први период до првог пунског рата тј. до почетка Полибијеве Историје. Од 20 књига сачувано је само првих десет и први део једанаесте, из којих видимо да је волео китњасти стил и да је на историју гледао као на извор примера за људско деловање. Написао је и списе о историји и теорији беседништва, и расправе о Демостену и Тукидиду. Теорија реторике обрађена је и у анонимном делу О узвишеном (Περι υψους), вероватно из средине I века, у коме се осуђује и сувоћа атичког стила и бујност азијанизма, као и „ученост“ хеленистичких писаца, а промовише се повратак обрасцима класичне ере хеленистичке књижевности. Страбон (Στραβων, око 64. п. н. е. – 19. н. е. ) се више бавио географијом него историографијом, који је писао Историјске белешке о времену пре и после Полибијевих Историја, али који је много познатији по својој Географији (Γεωγραφι7, тада познати регион Европе), где је описао тада познату Европу.
Јеврејску историју обрадио је Јосиф Флавије (Ιωσηπος, око 37 – 97 ), који је написао дело О јеврејском рату (Περι του Ιουδαικου πολεμου), где је описао Веспазијанове и Титове победе у првом рату (64–70), и дело Стара јеврејска историја (Ιουδαικη αρχαιολογια), где покушава да покаже да је Библија старија од грчке историје.
Један од најпопуларнијих писаца, не само хеленистичке, већ и целе античке књижевности, био је Плутарх (Πλουταρχος, 46 – после 120 ), из Херонеје у Беотији, чије је огромно књижевно наслеђе од преко 120 наслова подељено у две велике групе. Први се састоји од Етичких списа (Εθικα, латински : Моралиа ), у којима се бави широким спектром тема из перспективе етичких питања – филозофије, религије, књижевности, политике, музике, образовања – али без сопствене оригиналности мишљења, већ на основу свог огромног читања. Другу групу наслова чине Паралелне биографије (Βιοι παραλληλοι), паралелне биографије једне римске и једне грчке историјски значајне личности, од којих је сачувано укупно 46 биографија (23 паралелне) и 4 без паралела. Понекад су поређења била сама по себи очигледна (нпр. Цицерон и Демостен ), али је већина била вештачка (нпр. Тезеј и Ромул ), иако то нема никаквог значаја јер свака биографија чини посебну целину. Плутарх није критичан према изворима које користи. Међутим, Плутарх није историограф, нити је намеравао да то буде: свака личност чији живот описује заправо треба да служи као морални пример, био лош или добар. Због тога су личности које описује сувише статичне са већ утврђеним карактерним особинама, али његово надарено приповедање, интересовање за занимљиве анегдотске детаље и нагласак на етичким вредностима донели су Плутарховим животима велику славу у каснијим временима.
Дуготрајни мир и благостање источних провинција у II веку. У I веку нове ере довели су до културног препорода названог „ друга софистика “ или „грчки препород“, током којег се пробудило интересовање за антику, за оживљавање старих култова и обичаја, а отворене су званичне филозофске и реторичке школе, уз подршку државе. Поново се развија говорништво, а путујући учитељи, који себе називају софистима, предају декламационој уметности аргументације. И мада је друга софистика подстакла интересовање за античке атичке беседнике, била је исувише празна и вештачка по садржају да би дала значајан допринос књижевности. Најпознатији софиста тог времена био је Дион Хризостом (Διων Χρυσοστομος, умро око 112 ), од кога је сачувано око 80 говора на различите моралне и књижевне теме. Филозофска мисао овог периода, претежно еклектична, цветала је без оригиналности у филозофским школама: није било нових система, већ су се обнављали стари трендови. Филон (Φιλων, рођен око 20. п. н. е., умро између 41. и 54. године нове ере ) покушао је да повеже Мојсијево учење са грчком филозофијом, првенствено Платоном.
Филозоф и историчар Аријан (Αρριανος, 95 – 175 ), Епиктетов ученик, објавио је своје белешке са предавања, на којима се у великој мери заснива наше знање о овом филозофу. Главно Аријаново дело је Анабаза Александра (Αλεξανδρου αναβασις, 7 књига), која је трезвено и ослањајући се на поуздане историјске изворе бавила целокупним животом Александра Великог. Индијска историја (Ινδικη) је више географија него историја Индије, Тактика (Τεχνη τακτικη) се бави војном вештином, док је дело О лову (Κυνηγετικος) допуна истоименог дела Ксенофонта. Стоичка филозофија је имала много присталица у Риму, па је, трагом стоицизма, цар Марко Аурелије ( 121–180 ) написао дело Размишљања о себи (Τα εις εαυτον) у облику афоризама у облику афоризама. Популарна је била и филозофија скептика чији је главни представник био Секст Емпирик (Σεξτος, око 200 ), који је филозофију Пирона, оснивача скептицизма, представио у делу Пиронови постулати (Πυρρωπειοςισρωπειοι σισρωπειοι ). За историју филозофије од великог је значаја зборник Диогена Лаертија (Διογενης ο Λαερτιος, II век) Животи и мишљења знаменитих филозофа (Βιοι και γνωμαι των εοι των εκι των εκι των ειο ησαντων, 10 књига).
Један од најјачих филозофских покрета ове епохе је новоплатонизам, који је под снажним утицајем различитих религиозних веровања и на крају се спушта у мистицизам. Оснивач неоплатонизма био је Плотин (Πλωτινος, 204 – 270), чије је списе саставио и објавио Порфирије (Πορφυριος, 233 – 304 ) под насловом Еннеадс (Εννεαнес, εσυνεα αнес,ες). Последњи значајнији неоплатоничари били су Јамвлих (Ιαμβλιχος, око 330 ), Порфиријев ученик и оснивач неоплатонске школе у Сирији, затим Прокл Дијадох (Προκλος, 410–485 ), који је углавном писао коментаре о Симплици, као и Папа Симплиције, познати коментатор Аристотелових списа.
Историографија II и III века је дала, поред Аријана, још неколико назива, али они немају велику вредност за историју књижевности, иако су веома значајни за историју. Апијан (Αππιανος, II век) написао је Римску историју (Ρωμαικα), покривајући догађаје од Енејиног доласка у Италију до његовог времена. Најистакнутији грчки историчар царског периода био је Касије Дион (Διων, око 150–235 ), чија је римска историја (Ρωμαικη ιστορια) у 80 књига најсвеобухватнија римска историја. Ово дело је важан извор за касну републику и рано царство и написано је у графичком стилу, са очигледним утицајима Тукидида. Од великог значаја је Паусанијин (Παυσανιας, II век) путопис Опис Хеладе (Περιηγησις της Ελλαδος, 10 књига), који описује споменике, грађевине, слике, скулптуре итд. из различитих делова Грчке, од којих је већину видео сам. Главни извор за историју IV века је био Зосим (Ζοσιμος, VI век) који је покривао римску историју од Октавијана Августа до Теодосија II.
Најпознатији грчки сатиричар из овог периода био је Лукијан (Λουκιανος, око 120–180) из Самосате у Сирији, који је путовао кроз већи део царства као учитељ реторике. Сачувано је више од 80 његових списа, углавном у дијалошкој форми, који се баве различитим аспектима живота: филозофијом, уметношћу, књижевношћу, религијом, моралом итд. У почетку шаљив и духовит, Луцијан у старости постаје оштар критичар и саркастичан. Главни предмети његове критике су глупост, сујета, лицемерје, филозофска претенциозност, сујеверје и верски фанатици, укључујући и хришћане. На пример, Дијалози богова (Θεων διαλογοι) приказују богове као неморалне и безвредне личности које непрестано сплеткаре једни против других; Трагични Зевс (Ζευς τραγωδος) је најмоћнија сатира против сујеверја, где се расправљају епикурејац и стоик; Истините приче (Αληθεις ιστοριαι) су сатира на невероватне приче разних романописаца о чудима богова и хероја.
Међу научним писцима овог периода, географ Клаудије Птоломеј (Πτολεμαιος, II век), аутор Великог система астрономије у којем се залаже за геоцентрични систем, и лекар Клаудије Гален (Γαληνος, II век) представља најчувенији антички физичар, II век у погледу садржаја.
У IV веку софистика је била заступљена бројним истакнутим именима, од којих су најзначајнија била Либаније (Λιβανιος, 314 – 393 ), Темистије (Θεμιστιος), Химерије (Ιμεριος ) (Ιμεριος) и Јулијан Флавије Клаудије (Ἰουλιανός, 331 – 363).
Тема приватног живота и интимних осећања обрађена је новом формом коју су антички теоретичари назвали „наратив о личностима“, а која је данас, помало анахроно, добила назив роман. Од грчких романа који су преживели, они који се баве љубавном тематиком су углавном они који описују измишљене ликове, односно заљубљени пар који мора да се растане, а затим, после много авантура и невоља, поново пронађу једно друго и наставе своје срећне животе. Најважнији од сачуваних старогрчких романа су Харитонова (Χαριτων, II век) Прича о Хаерији и Калирхои ( Τα περι Χαιρεαν και Καλλιρροην, II век) и Ефесус'νсον (II век). Средином II века роман почиње да се налази под утицајем других софизама и постаје један од облика софистичке прозе, што се најбоље види у делима Лонга (Λογγος, 2–III век), аутора пастирског љубавног романа Дафнис и Хлоја (Δαφззηφανις). Новина у приказу љубавних афера лежи у чињеници да је позадину радње пасторално окружење и да се уместо уобичајених лутања и авантура описују етапе откривања љубавних осећања. Други софистички романи укључују Хелиодорове (Ηλιοδορος, III век) етиопске приче о Теагену и Хариклеји и Ахилеју Татијеве приче о Леуципи и Клитофону (Αχιλλευς Τατιος, III век).
Доминација прозе у готово свим књижевним областима потиснула је поезију у други план. Накратко је у IV веку цветала епска поезија. Квинт из Смирне (Κοιντος ο Σμυρναιος) је написао дугачку песму После Хомера (Τα μεθ' Ομηρον) о догађајима у Тројанском рату после Илијаде, Ноно (Νονινος) је написао велики еп. 48 књига), а Мјуза је компоновала Причу о хероју и Леандеру (Τα καθ' Ηρω και Λεανδρον) - шармантну причу о младићу Леандеру који је сваке ноћи пливао са азијске обале Дарданелија, да би га тако држао до Европљана до његове смрти. Од лирских жанрова најдуже је опстао епиграм и то до средине VI века, када је Агатија (Αγαθιας) саставио збирку савремених епиграма, од којих је 100 било из његовог пера, који су послужили као један од извора за Палатинску антологију.
Школа неоплатонизма била је усмерена против хришћанства које је све више продирало у све слојеве хеленистичког друштва, па је цар Јустинијан I 529. године наредио затварање филозофских школа у Атини. Тиме се завршава античка грчка књижевност, хришћанство постаје друштвени и културни покрет нове ере која је тек почела, а Европа убрзано заборавља готово све културно наслеђе античке Грчке. Проћи ће скоро хиљаду година пре него што ће учени људи на Западу поново открити грчку књижевност и, занесени њоме, одлучно супротставити њене вредности хришћанским догмама у настојању да еманципују друштво, културу, науку и филозофију од религије, чиме ће започети период хуманизма и ренесансе.